# 석굴암

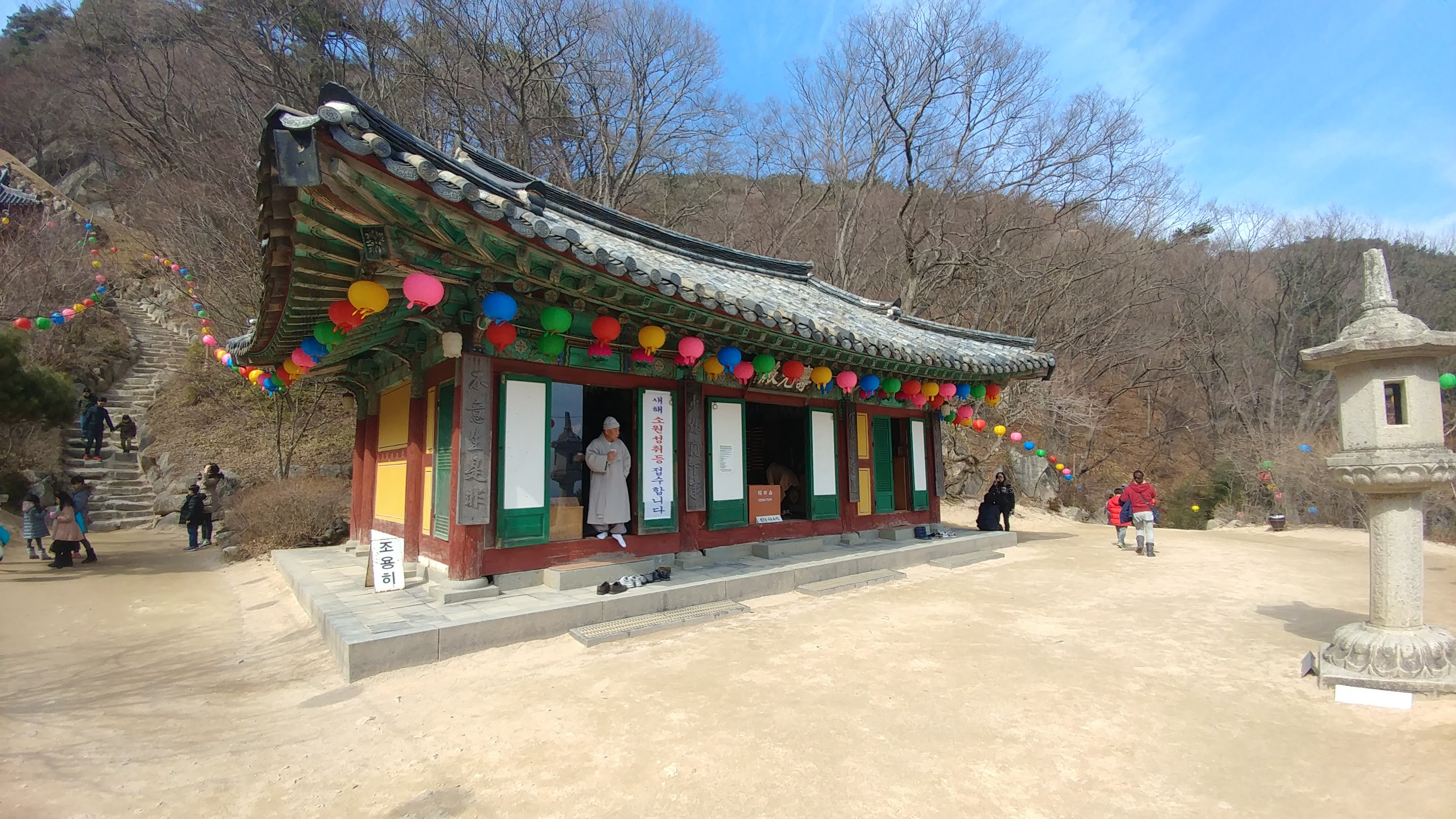
석굴암 수광전

석굴암(石窟庵)은 대한민국 경상북도 경주시의 토함산 중턱(진현동 891)에 있는 불국사 소속 호국암자이다.
국보 24호인 경주 석굴암 석굴이 있는 암자이다. 석굴암 석굴은 세계에서 유일한 인위적으로 만들어진 화강암 석굴이다. 내부에서는 보존을 위해 사진 촬영은 금지되어 있다.
2023년 5월 4일부터 무료입장이 가능해졌다.

## 개요
보통 석굴암의 "암(庵)"자를 "바위 암(岩)"자로 알고, 석굴암 석굴을 동일한 용어로 쓴다. 하지만 석굴암의 "암(庵)"자는 "암자 암(庵)"자로, 석굴이 있는 암자(작은 절)를 뜻한다. 석굴암 석굴은 불상과 부속 화강암 조각이 있는 굴을 뜻한다.
남북국시대 751년(통일신라 경덕왕 10년)에 김대성이 만들기 시작했을 때는 석불사(石佛寺)라고 하였다. 큰 규모의 절을 한 글자로 "사", 작은 규모의 절은 한 글자로 "암"이라고 부르므로, 창건 당시에 석굴암은 규모가 현재보다 컸던 걸로 생각된다. 

## 창건 및 연혁
『불국사고금창기(佛國寺古今創記)』를 따른다.

### 남북국 시대
- 751년(통일신라 경덕왕 10년) : 재상 김대성이 석불사(石佛寺)로 창건을 시작하였다.
- 774년(통일신라 혜공왕 10년) : 김대성이 석굴암(석불사)을 완공하였다.

### 조선 시대
- 1703년(숙종 29년) : 종열(從悅)이 중수하였다.
- 1758년(영조 34년) : 대겸(大謙)이 중수하였다.
- 조선 말기 : 울산병사 조예상(趙禮相)이 중수하였다.[4]

### 구한말 및 일제강점기
- 1907년 : 1962년 지역 노인들의 증언에 따르면, 이때 석굴암은 조가절(趙家寺)이라고 불리며 일반인들이 향을 올리고 공양을 계속하고 있었다.[5] 그러나 우체부가 석굴을 새로 발견한듯이 우체국장에게 보고 하였다. 일제도 이에 동조하여, 일본인들이 석굴을 훼손하고 문화재를 반출해가는 계기로 만들어 버렸다.[6]

## 창건 이유

### 전통적으로 알려진 사실
『삼국유사(三國遺事)』에 따르면, 김대성은 재상 김문량의 아들이다. 현생의 부모를 위해서 불국사를 창건 하였고 전생의 부모를 위해 석굴암을 창건하였다고 한다.
하지만 『삼국 사기(三國史記)』에는 김대성이라는 이름이 없다. 김문량의 아들로 김대정이라는 인물이 있는데, 이를 김대성과 같은 인물로 본다. 한자음은 시대에 따라 달라질 수도 있기 때문이다.

### 음모론
경덕왕은 아버지 성덕왕을 추모하기 위해 불국사를 크게 중창하고, 석굴암을 만들라고 재상 김대성에게 지시하였다고 한다. 석굴암은 아들 혜공왕 때 완공이 되었다.
하지만 혜공왕이 시해를 당하고, 후에 원성왕이 왕위에 올랐다. 혜공왕은 경덕왕의 아들이자 성덕왕의 손자이다. 원성왕은 성덕왕과 경덕왕의 사당까지 허물고, 자신의 할아버지와 아버지의 사당을 대신 세웠다. 순수 진골 혈통과 단절을 한 것이다.
원성왕의 입장에서는 경주의 대표적인 사찰인 불국사와 석굴암이 자신과 혈통이 다른 왕을 위해 만들어졌다고 남아있으면, 왕의 권위가 서지 않는다. 그래서 경덕왕의 재상인 김대성이 만들었다고 소문을 냈다고 한다.
사실, 불국사와 석굴암의 규모를 보면 재상이 만들었다고 보기에는 무리가 있다. 재상이 왕보다 더 화려한 사찰을 지어 자신의 부모를 추모한다면, 왕의 입장에서는 새로운 왕조 개창을 위한 사전 작업으로 볼 수 있기 때문이다.

## 경주 석굴암 석굴

### 조각상

#### 본존불
석굴암 본존불은 석가여래좌상(釋迦如來坐像)으로, 화강암에 조각하였다. 높이 약 3.4미터이다.
- 모습 : 석가모니가 모든 악마의 방해와 유혹을 물리친 승리의 순간을 나타낸 것이라고 한다. 깨달음을 얻은 모습이므로 성도상이라고도 한다.
- 수인 : 오른손은 항마촉지인(降摩觸地印)이고, 왼손은 선정인(禪定印)이다.
- 백호 : 본존불의 눈썹과 눈썹사이에 있는 수정을 백호(白毫)라고 한다. 조각 당시의 백호는 유실되었고, 현재 백호는 1966년 국내산 수정을 깎아 뒷면에 순금판을 대어 복원한 것이다.[9]
- 광배 : 석굴암은 모두 대칭이지만, 광배만 비대칭이다. 아래에서 바라볼 때, 정확한 원으로 보이게 하기 위해서이다. 160cm 높이에서 바라보면 정확한 원으로 보이므로, 당시 신라 남성의 평균신장이 160cm 내외라고 보고 있다.
- 방향 : 동짓날 태양이 뜨는 방향을 바라보고 있다고 한다.

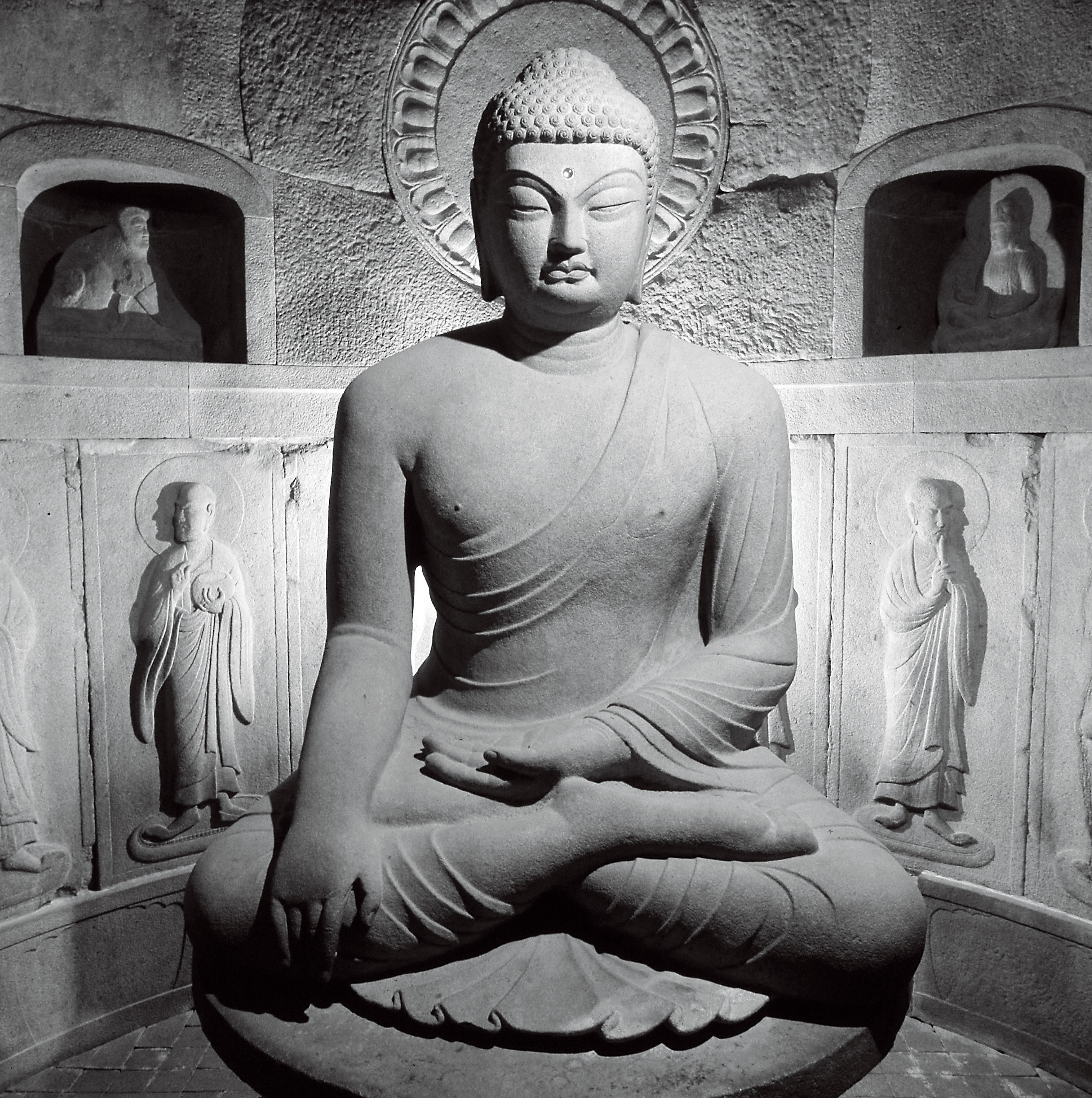
본존불 정면
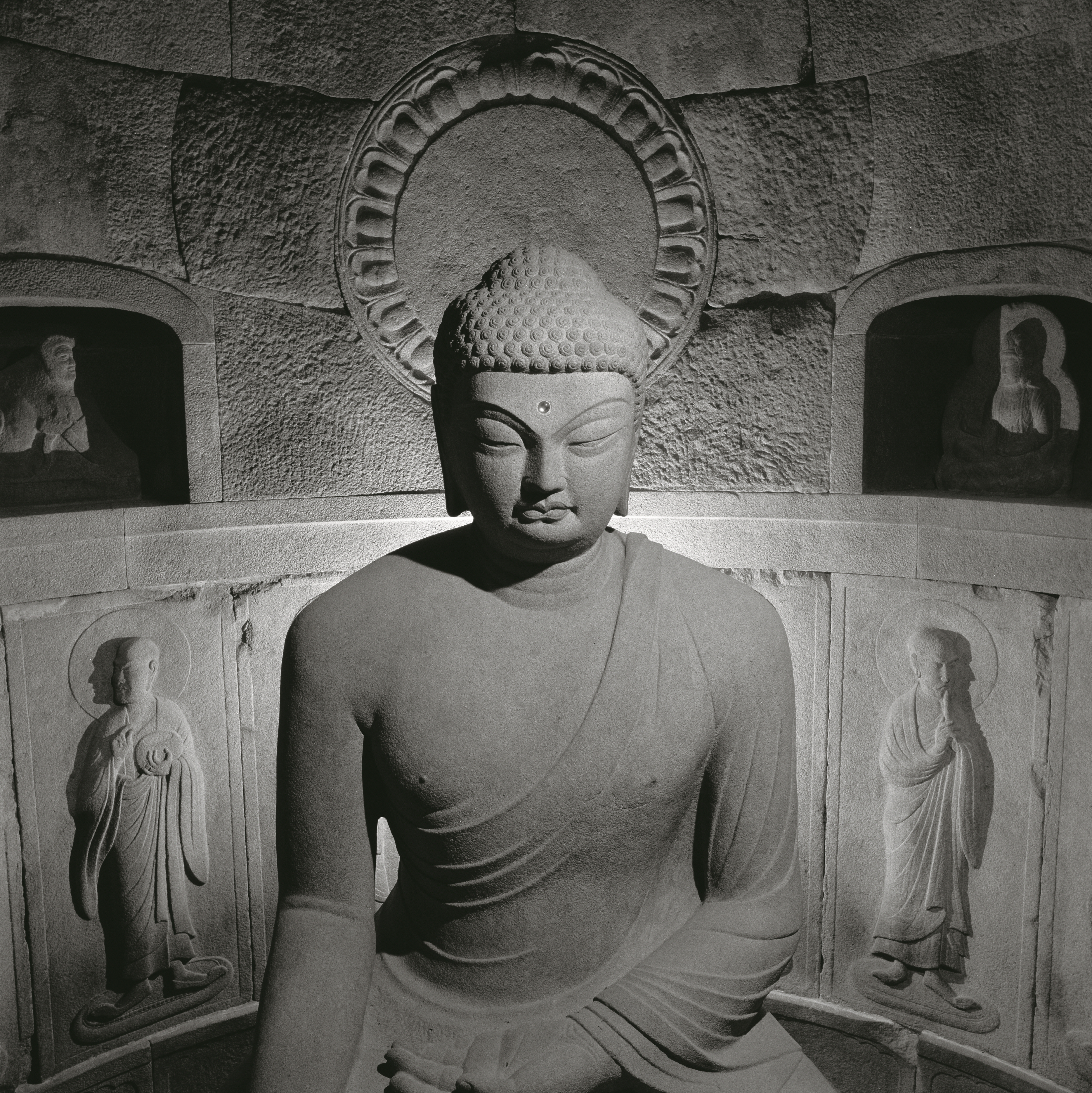
석굴암 본존불 위에서 본 모습
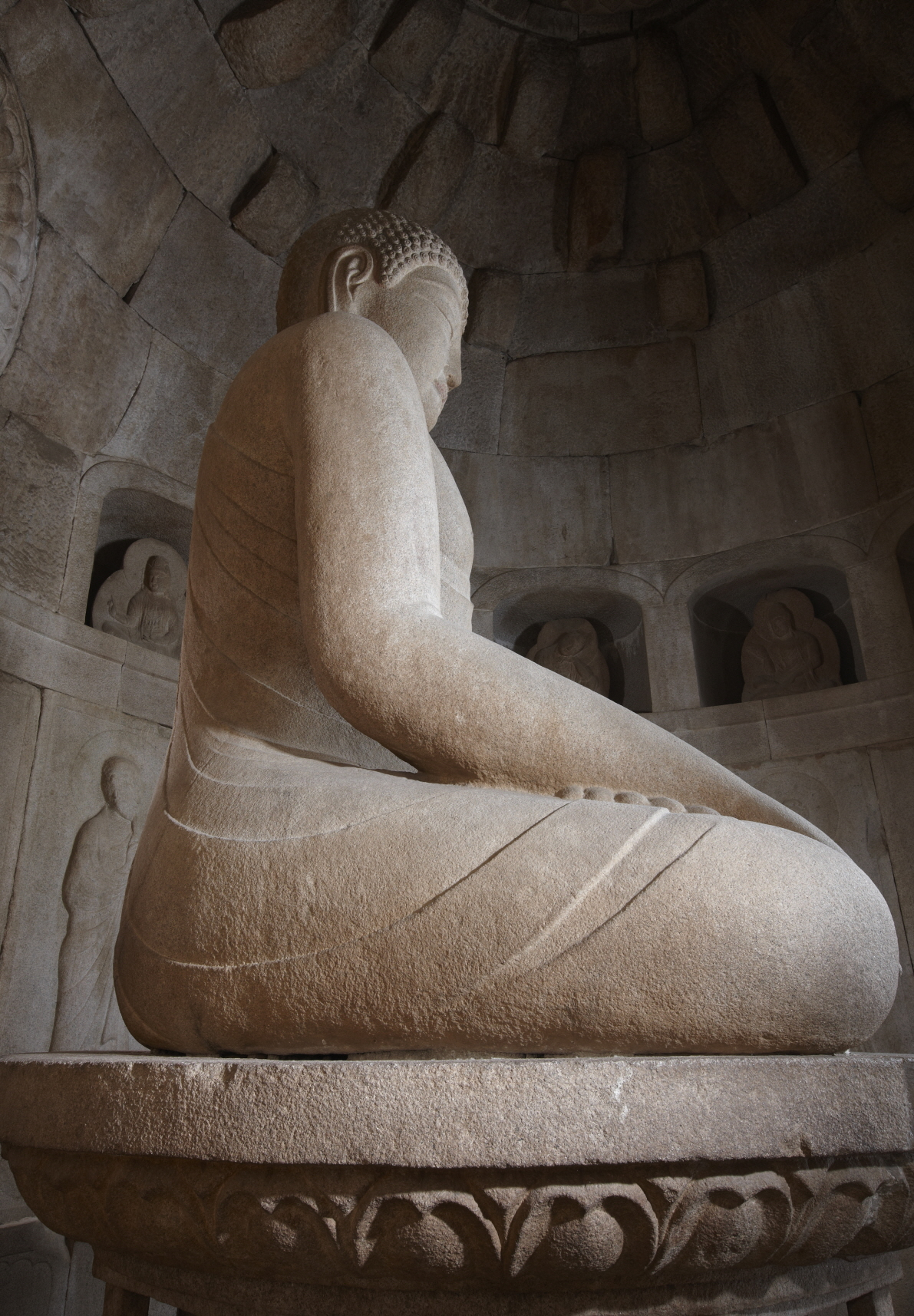
본존불 왼쪽
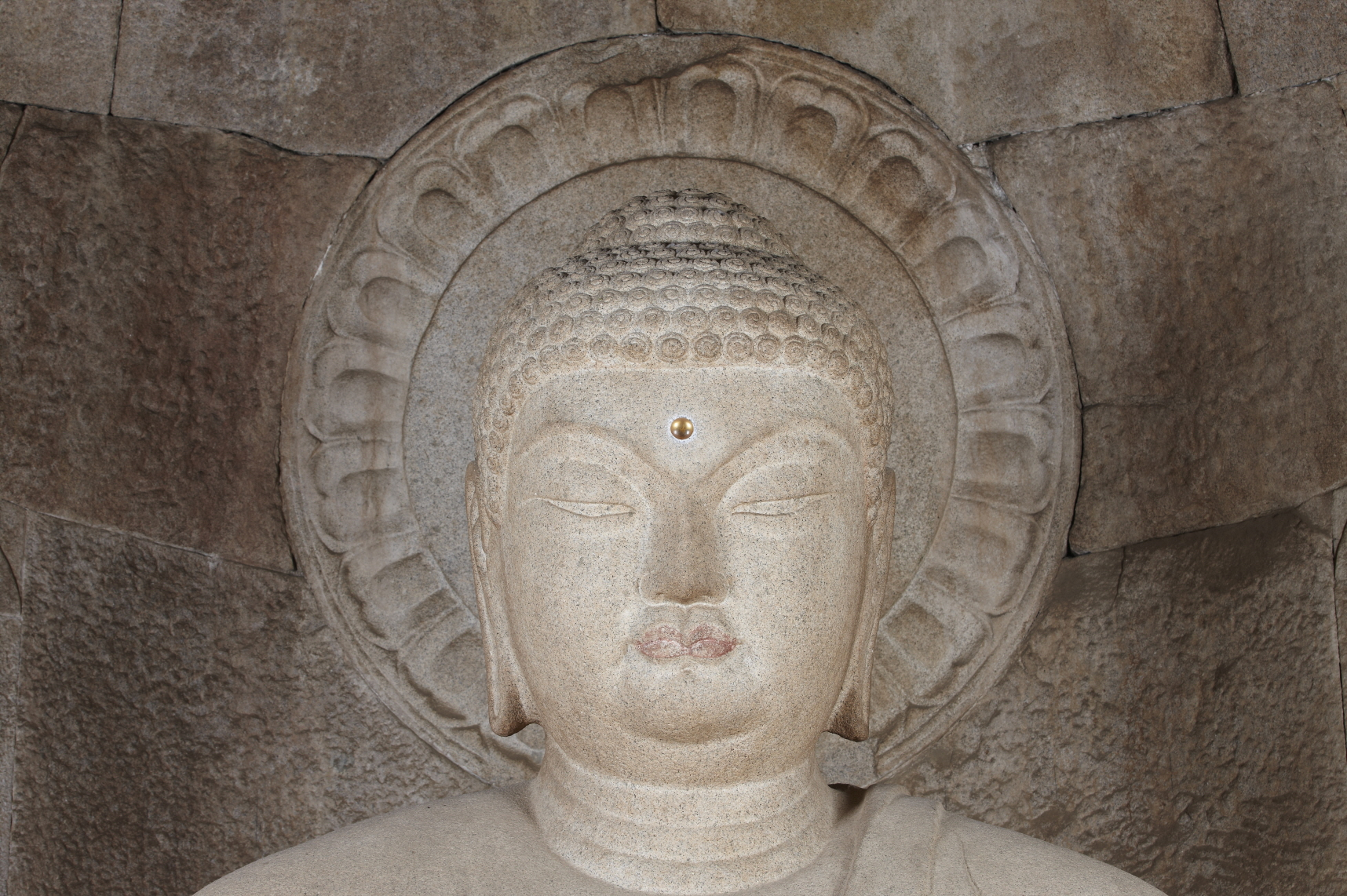
백호
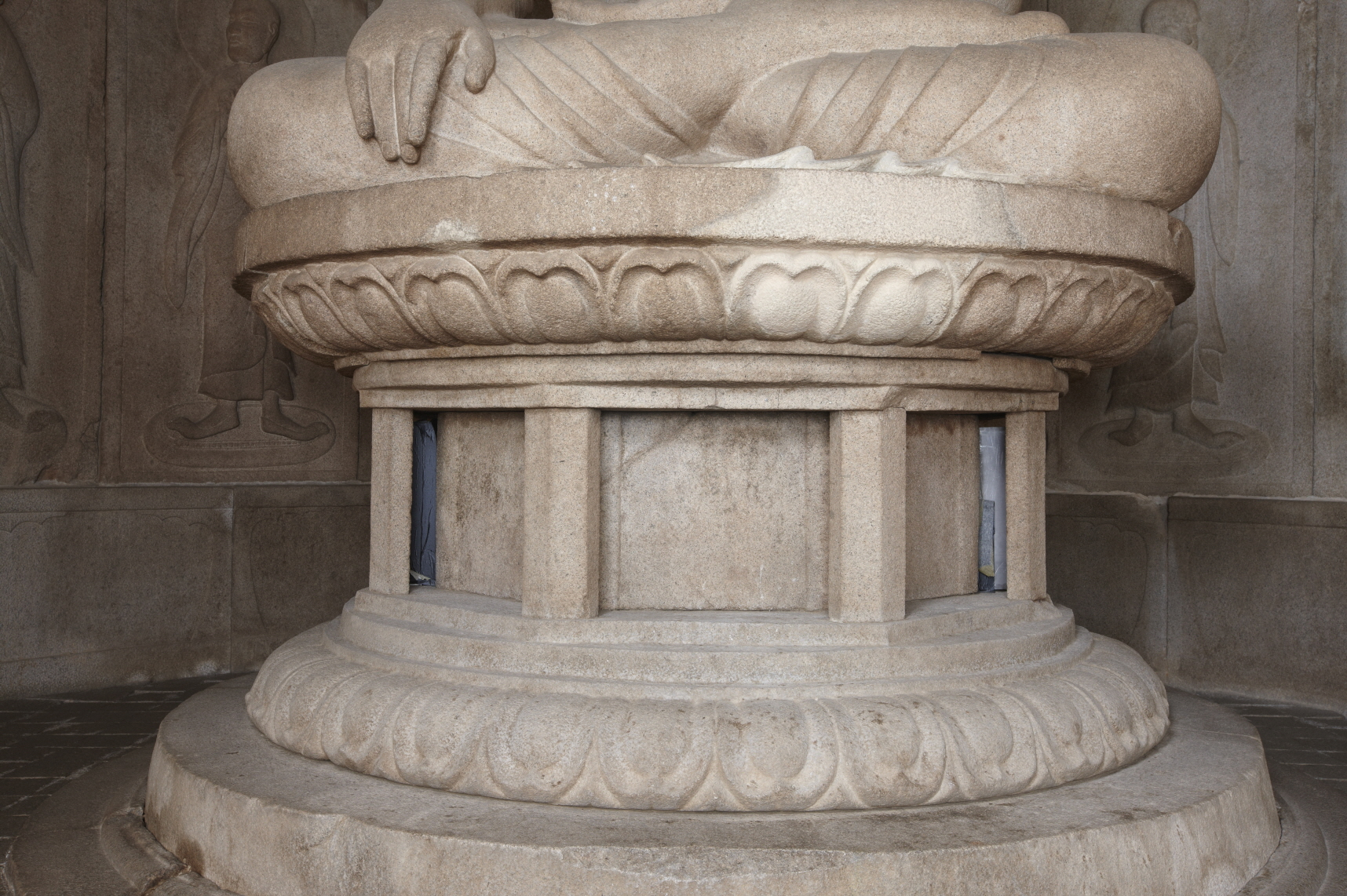
본존불 좌대

#### 십일면 관음보살상
본존불 바로 뒤, 한가운데에 십일면관음보살상(十一面觀音菩薩像)이 있다. 다른 조각상 보다 입체감이 강조되어 있다

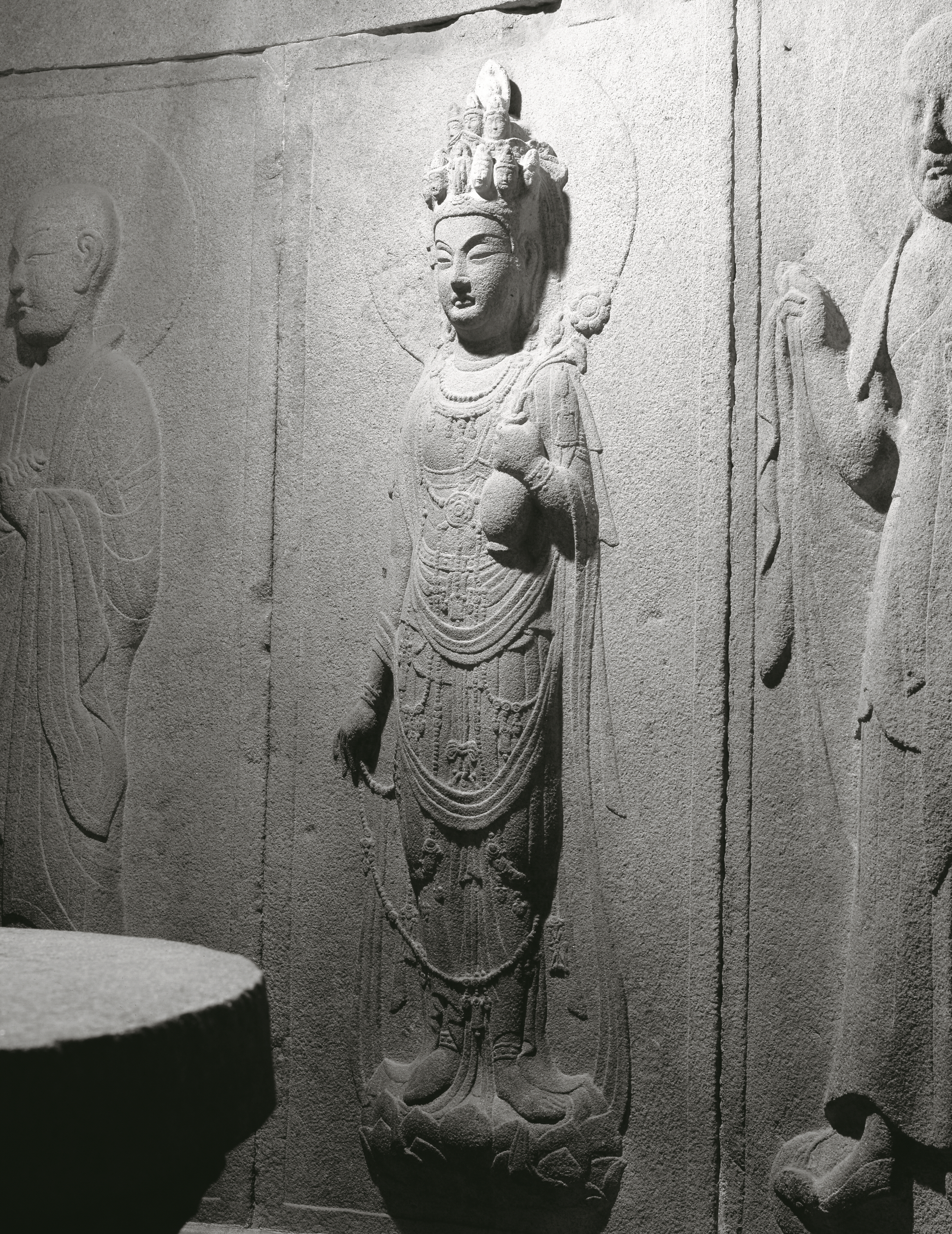
십일면 관음보살
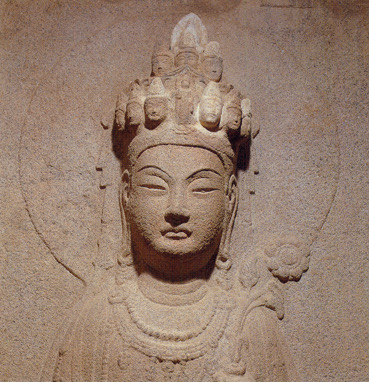
십일면 관음보살 얼굴
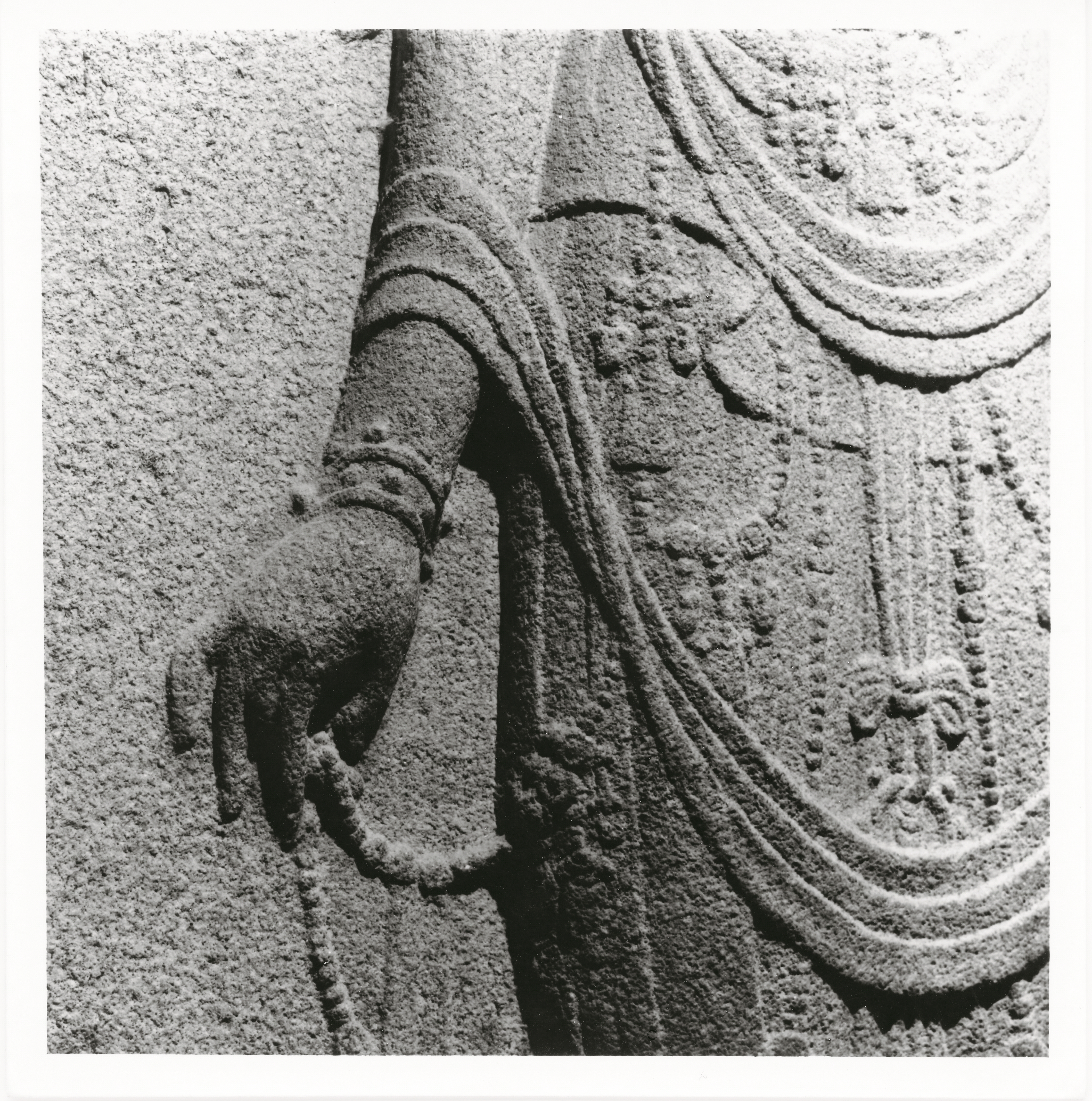
영락 장식

#### 보살상
천부상 옆에는 문수보살(文殊菩薩)과 보현보살(普賢菩薩)이 있다.

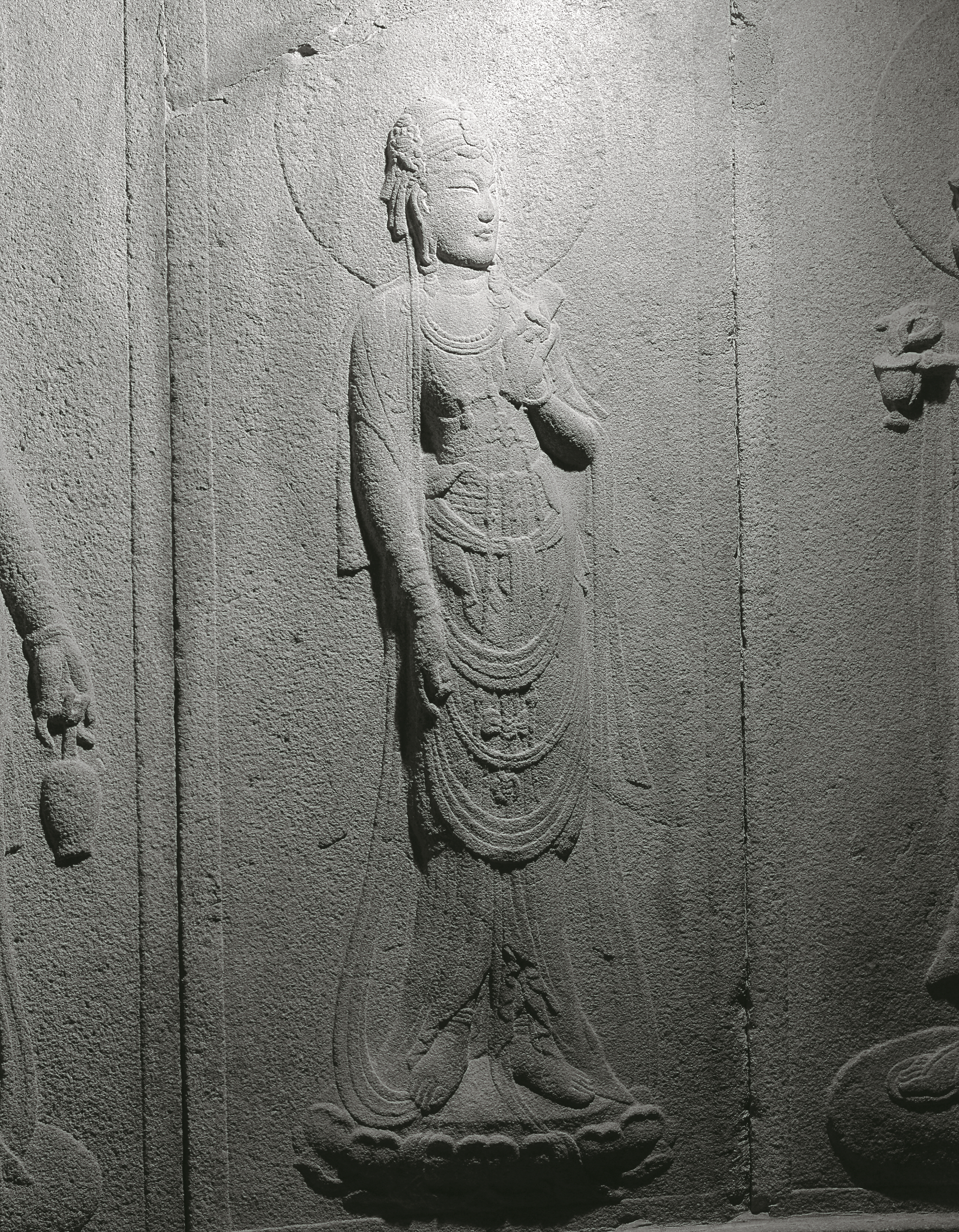
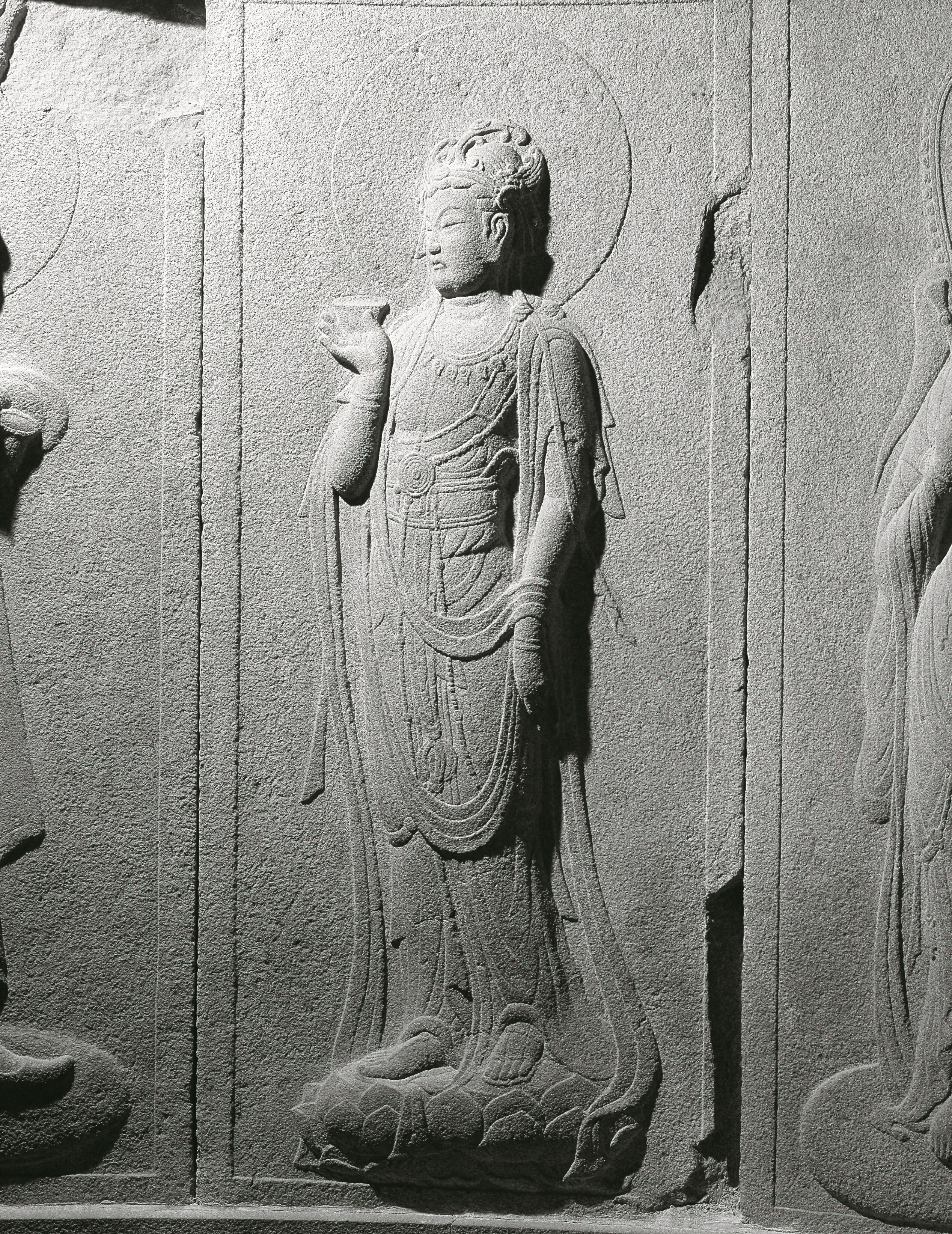

#### 십대제자상
석굴 벽면에 석가모니 부처의 10대 제자의 모습이 조작되어 있다. 석가모니의 제자는 존자 또는 나한(十羅漢)이라고도 부른다.

제1상 승려상
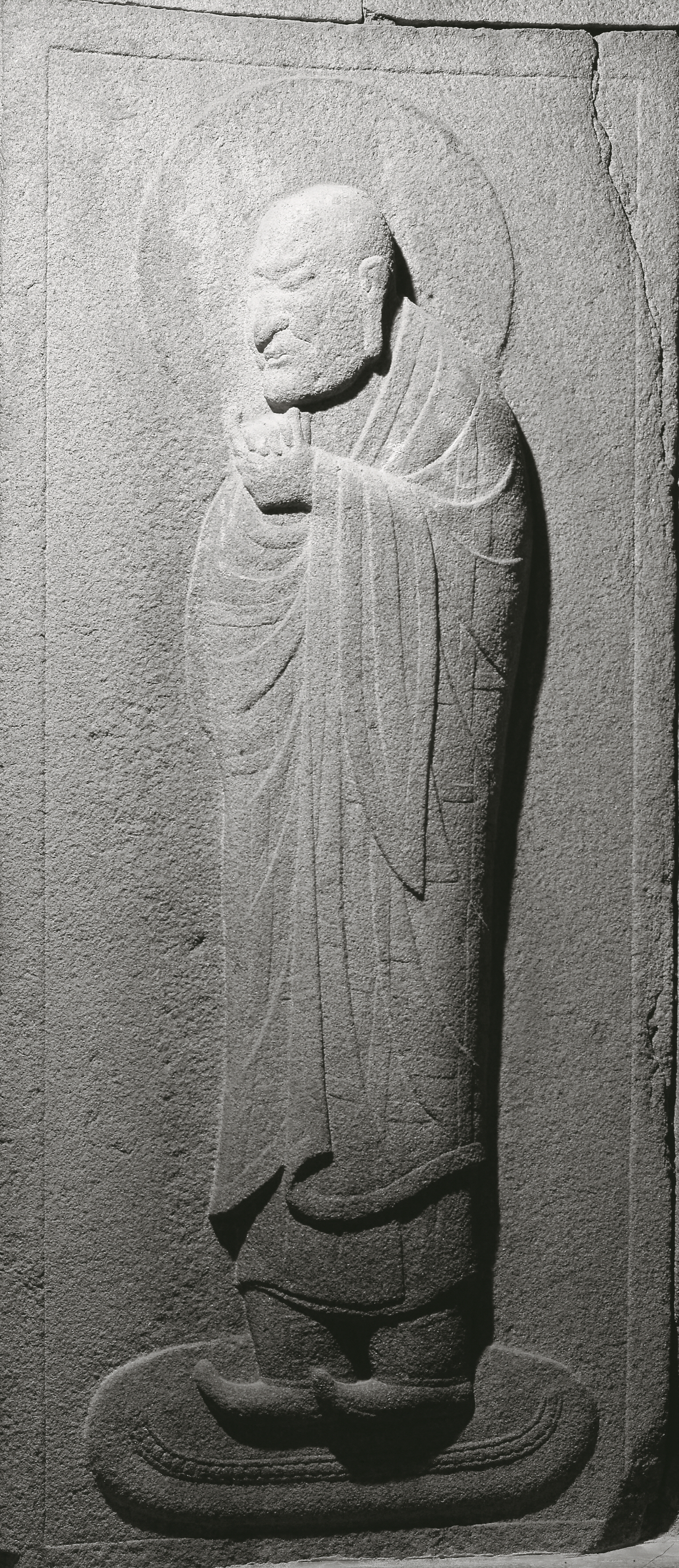
제2상 승려상
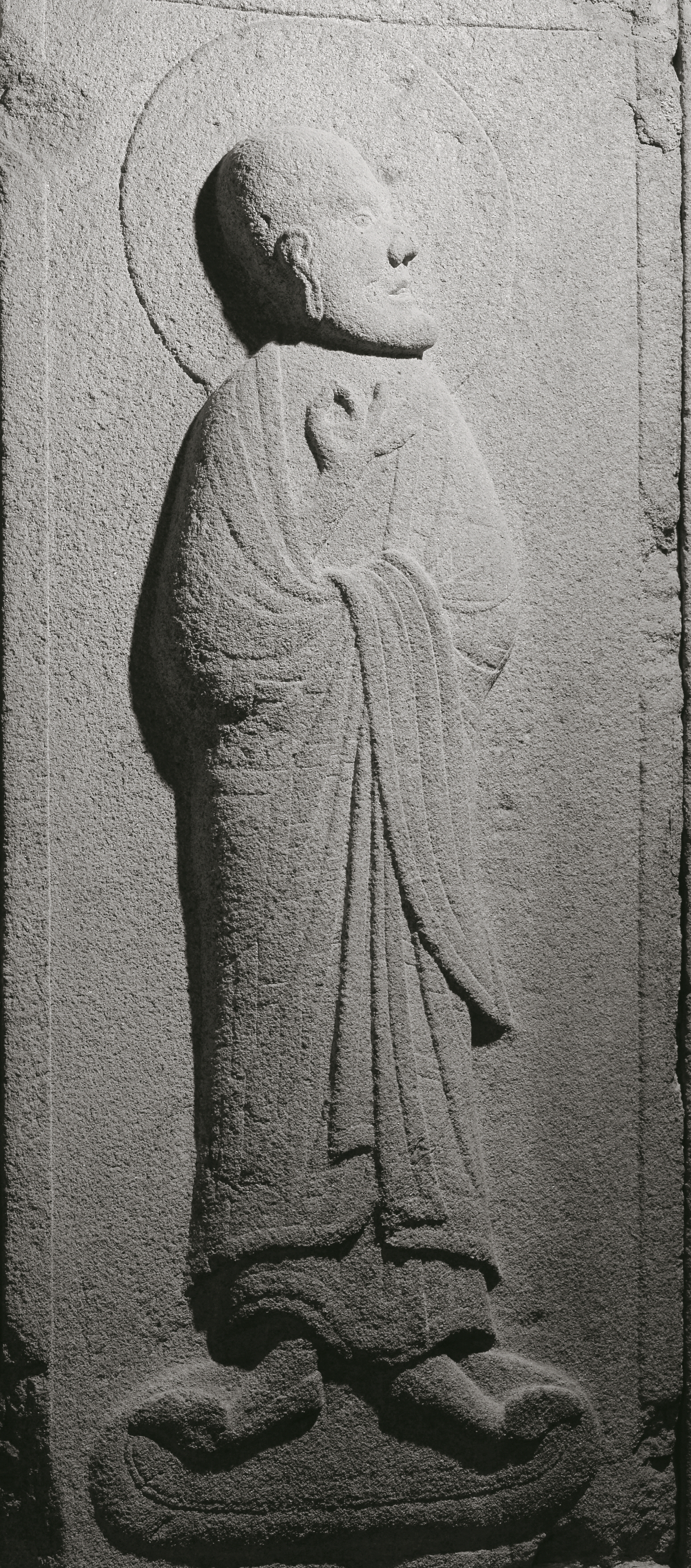
제3상 승려상
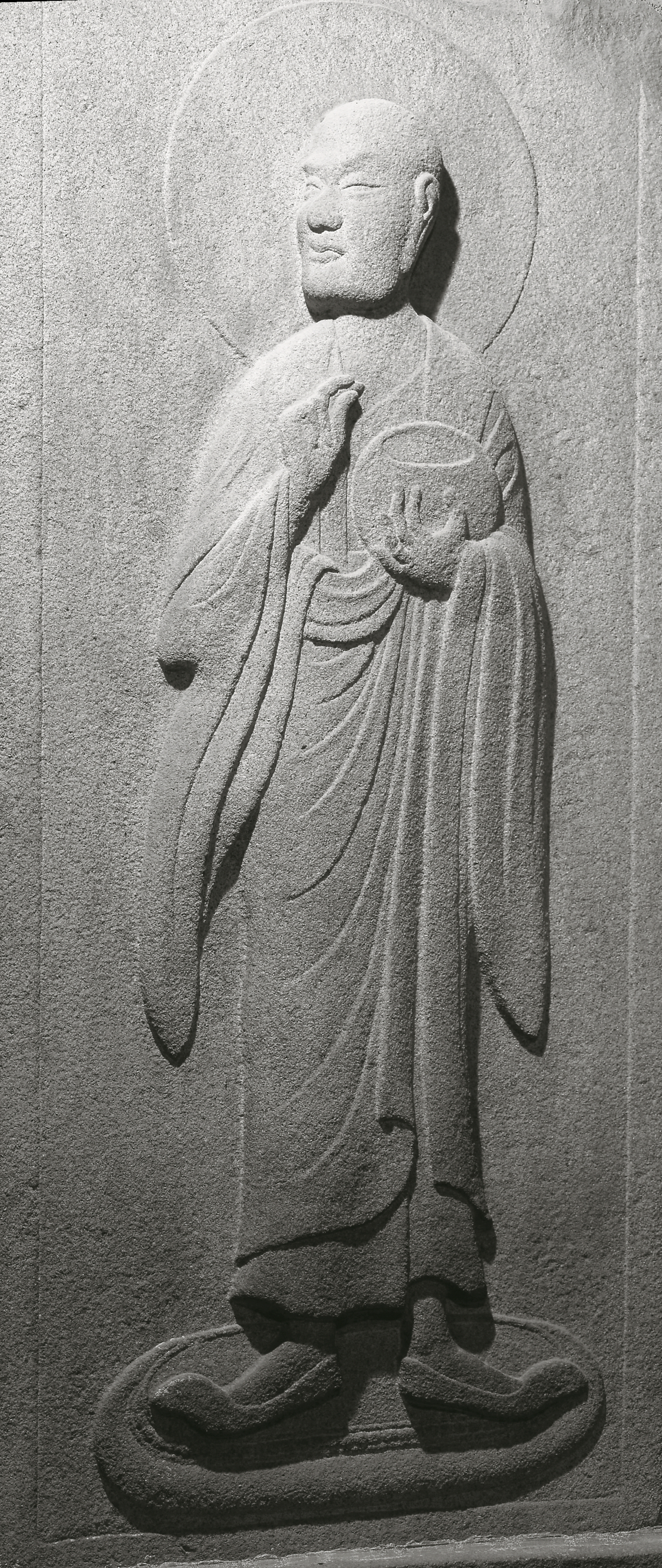
제4상 승려상
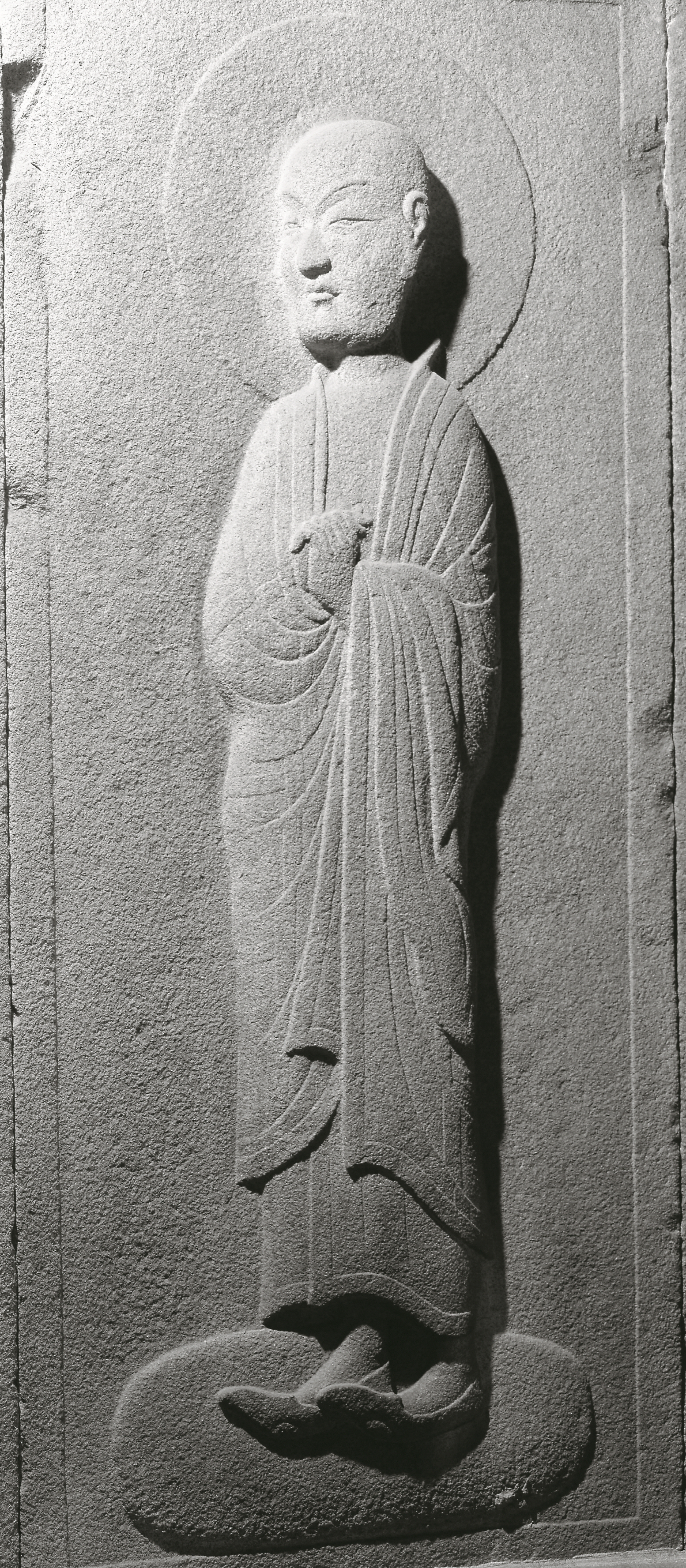
제5상 승려상
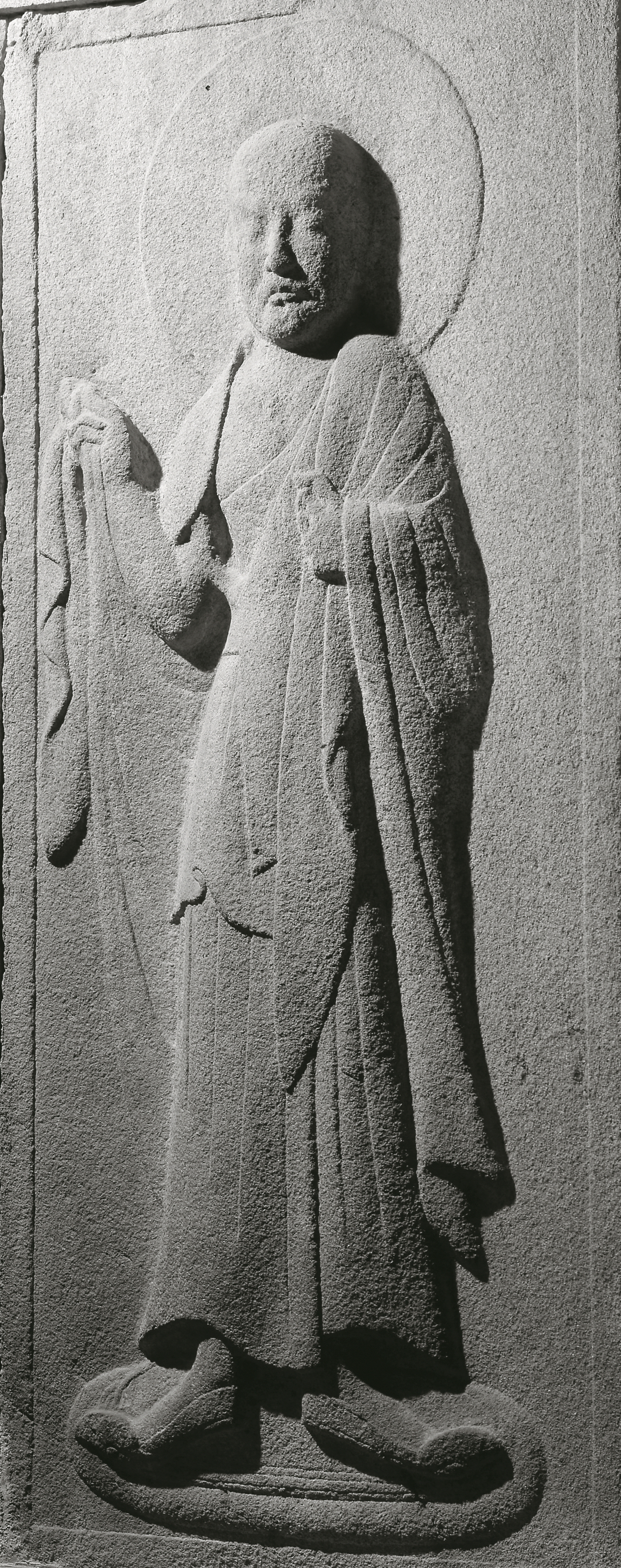
제6상 승려상
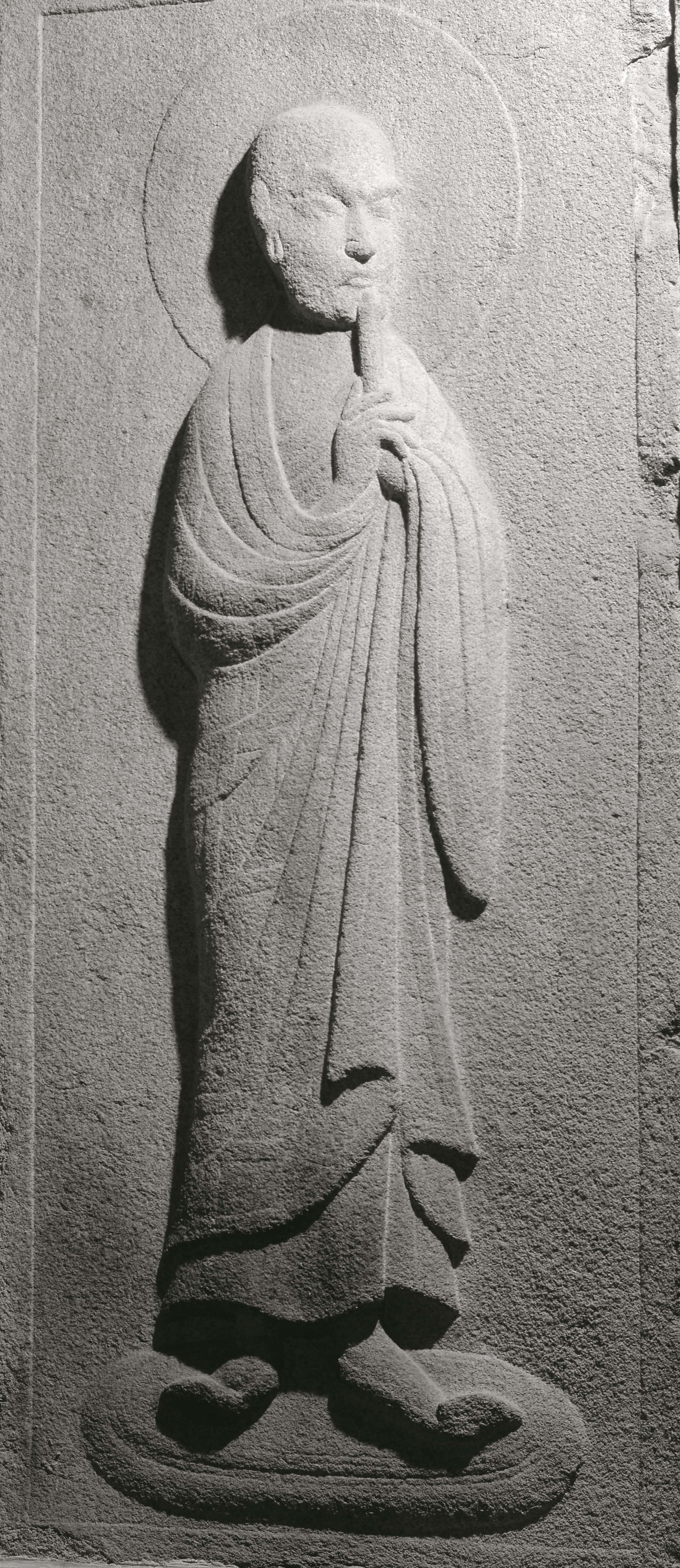
제7상 승려상
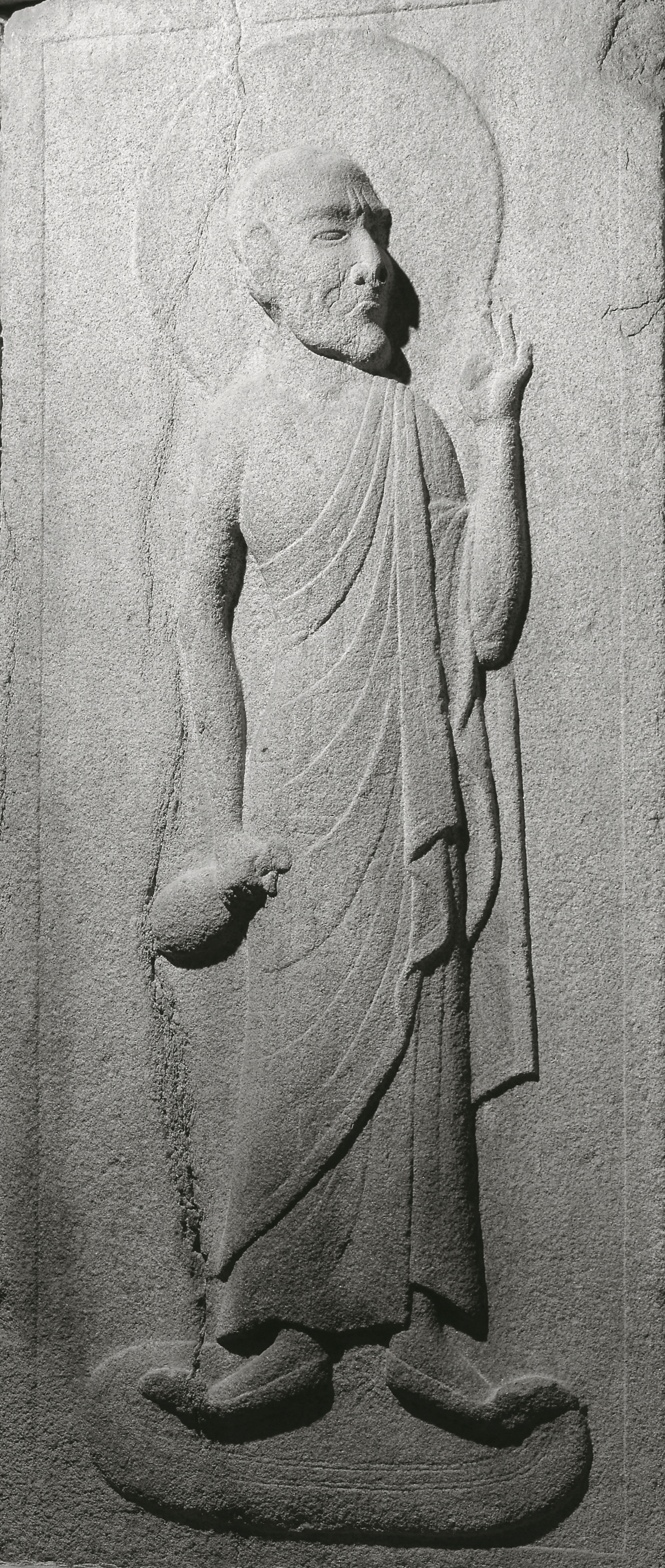
제8상 승려상
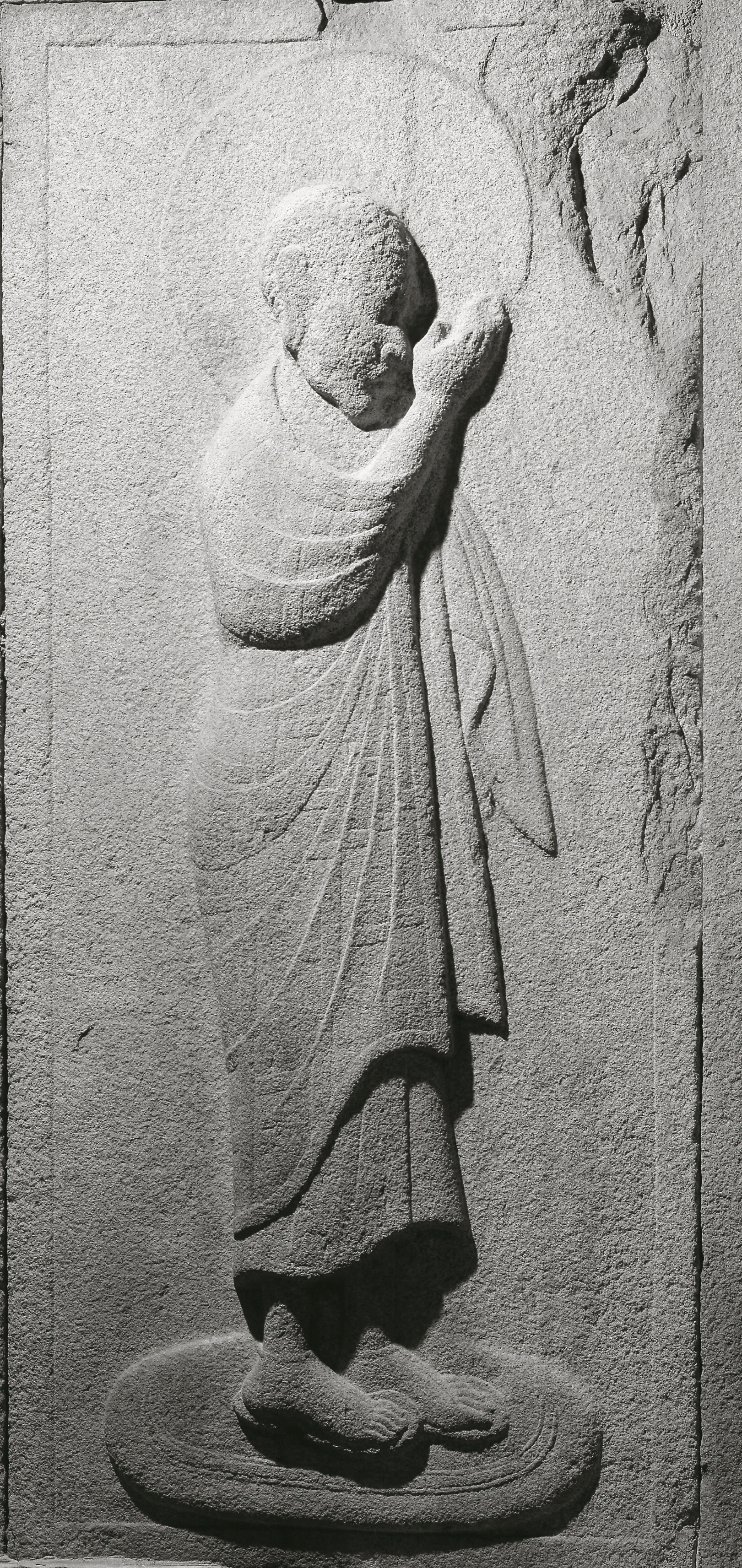
제9상 승려상
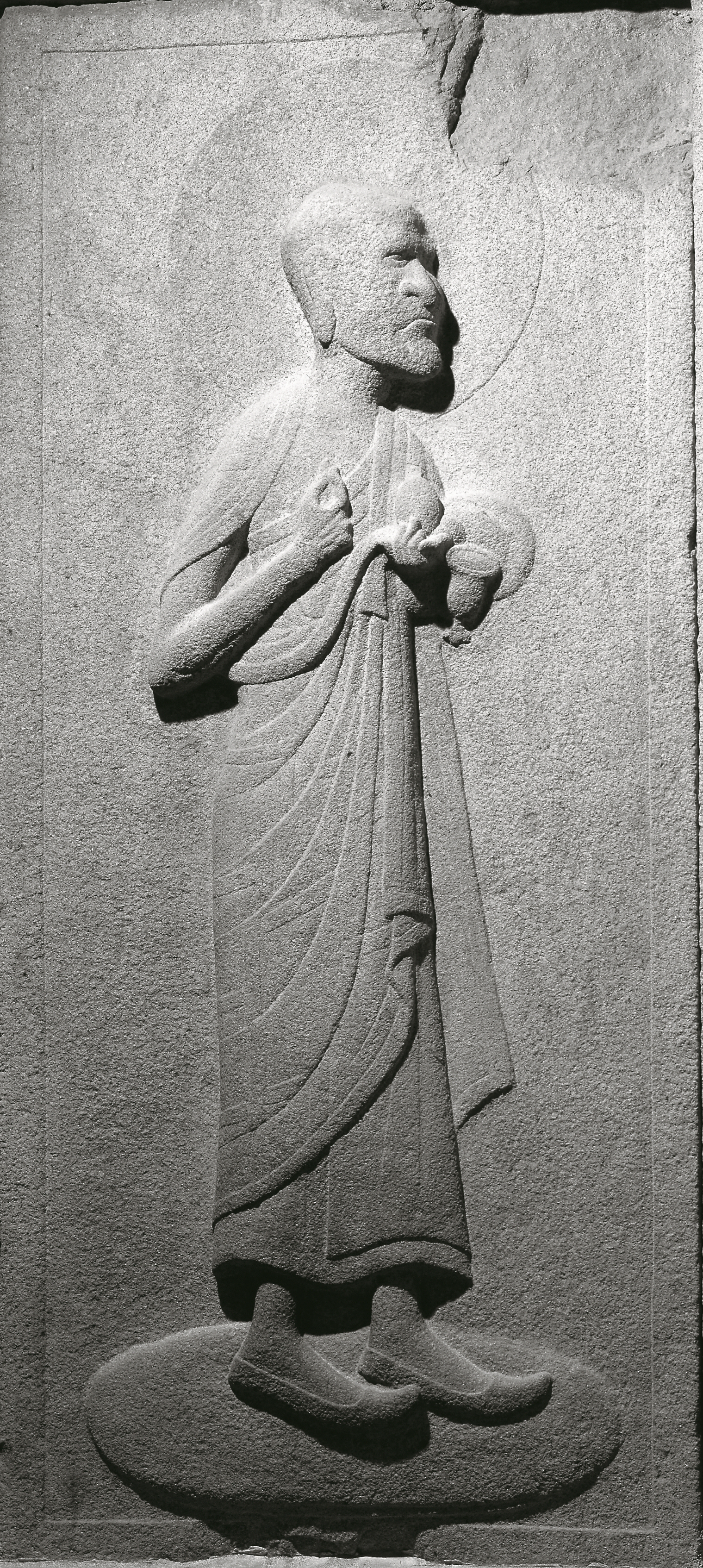
제10상 승려상

#### 감실상
십대제자 조각상 위에 10개의 조그만 방이 있다. 이를 감실이라고 하는데, 속에 작은 조각상이 하나씩 안치되어 있다.
조각상의 종류는 유마거사상이 1개이고, 다른 보살상이 8개이다. 원래 10개였으나, 대한제국 때 일본인이 제1감실과 제10감실에 있던 조각상 2개를 반출해서 사라졌다. 지금은 그 자리에 조명이 설치되어 있다.

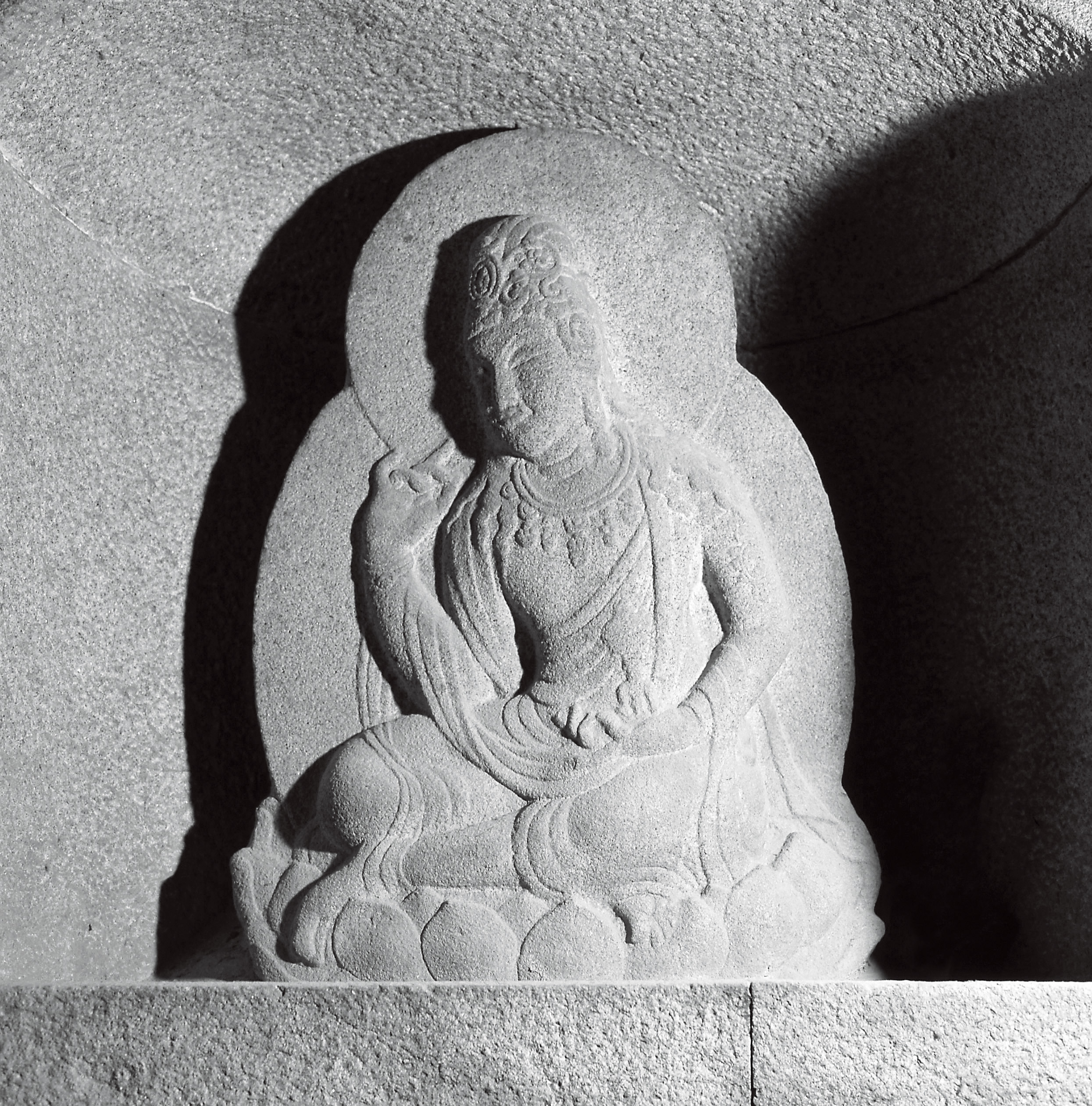
제2감실 보살상
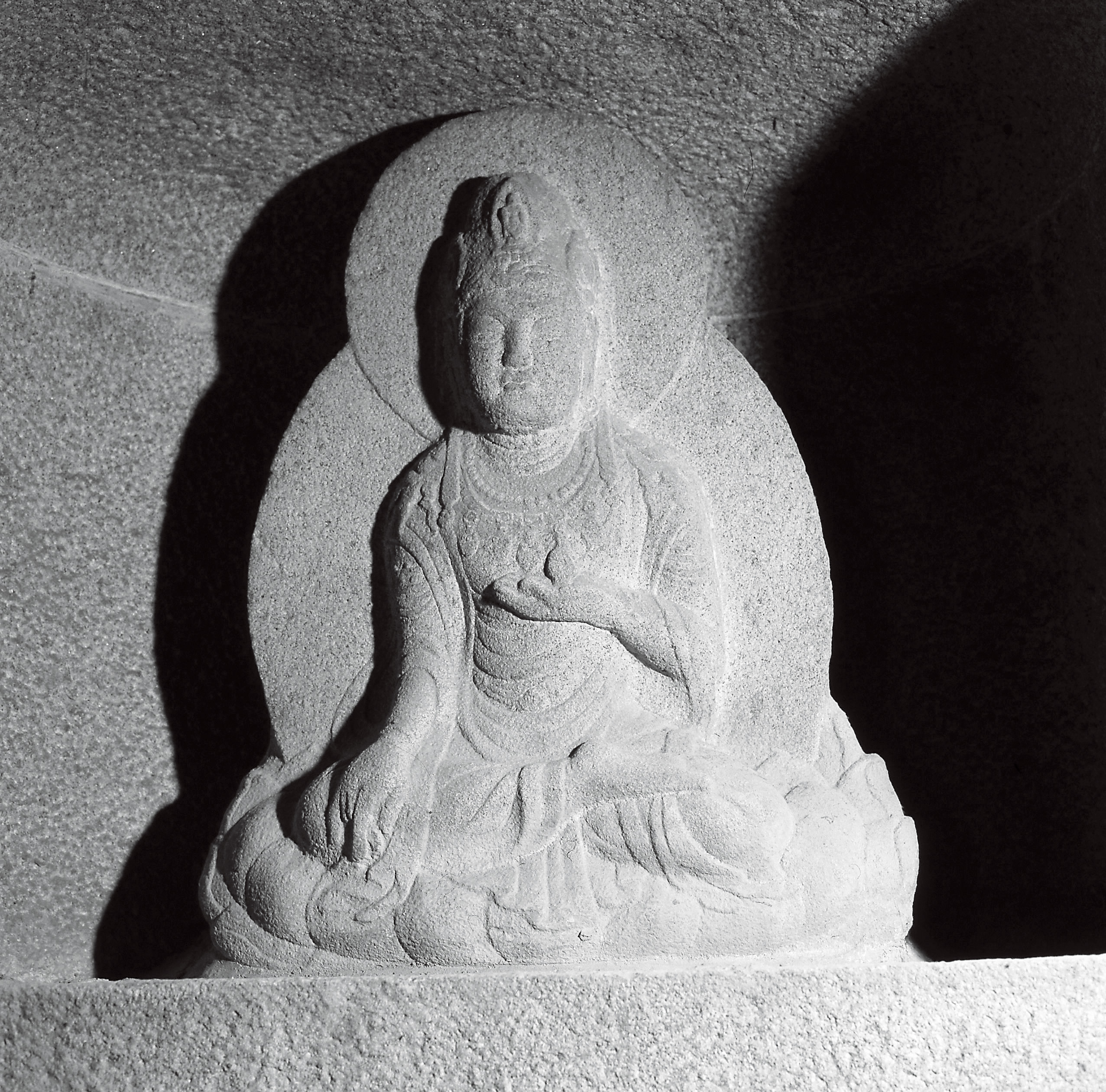
제3감실 관세음보살상
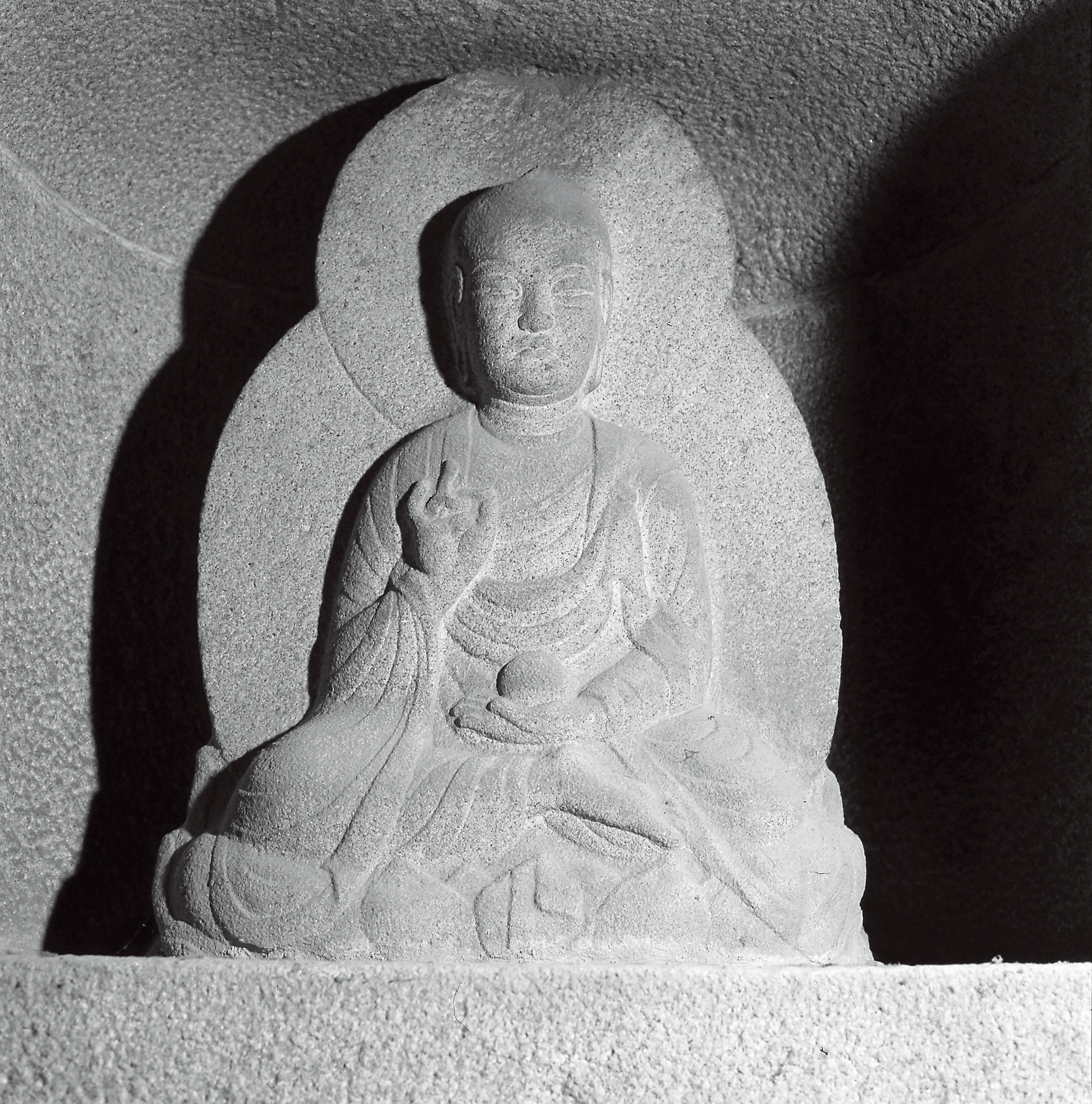
제4감실 지장보살상
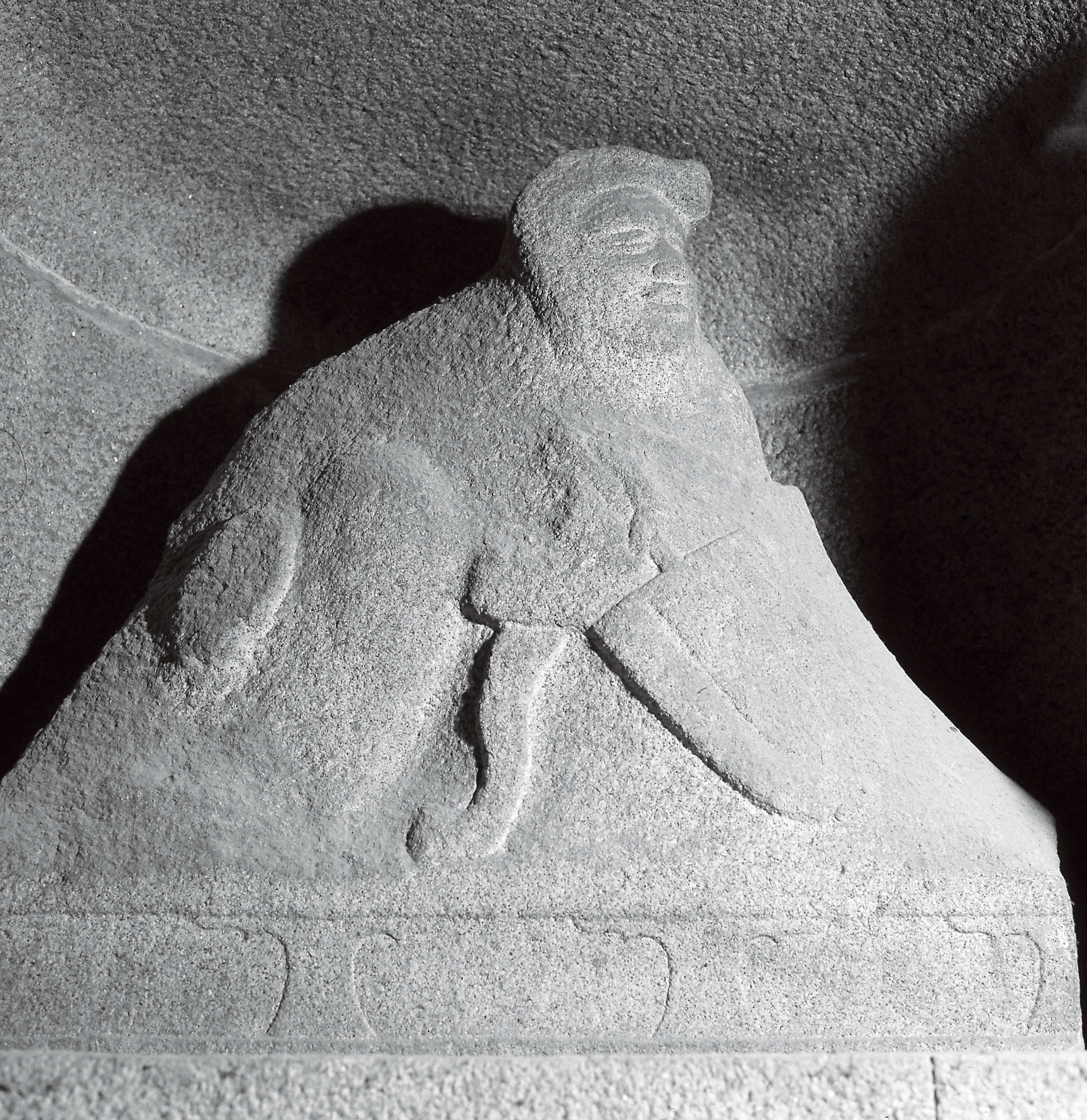
제5감실 유마거사상
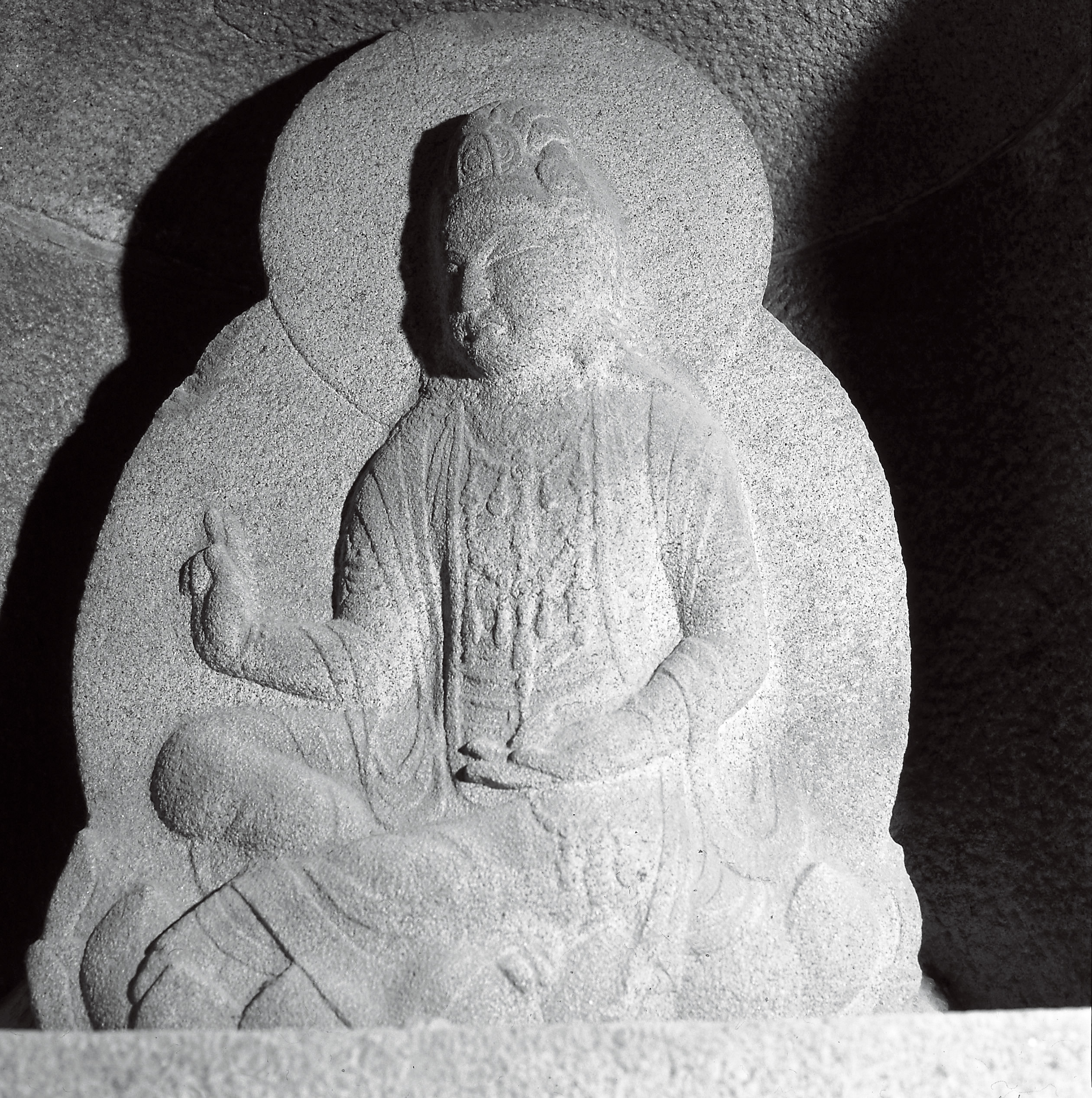
제6감실 문수보살상
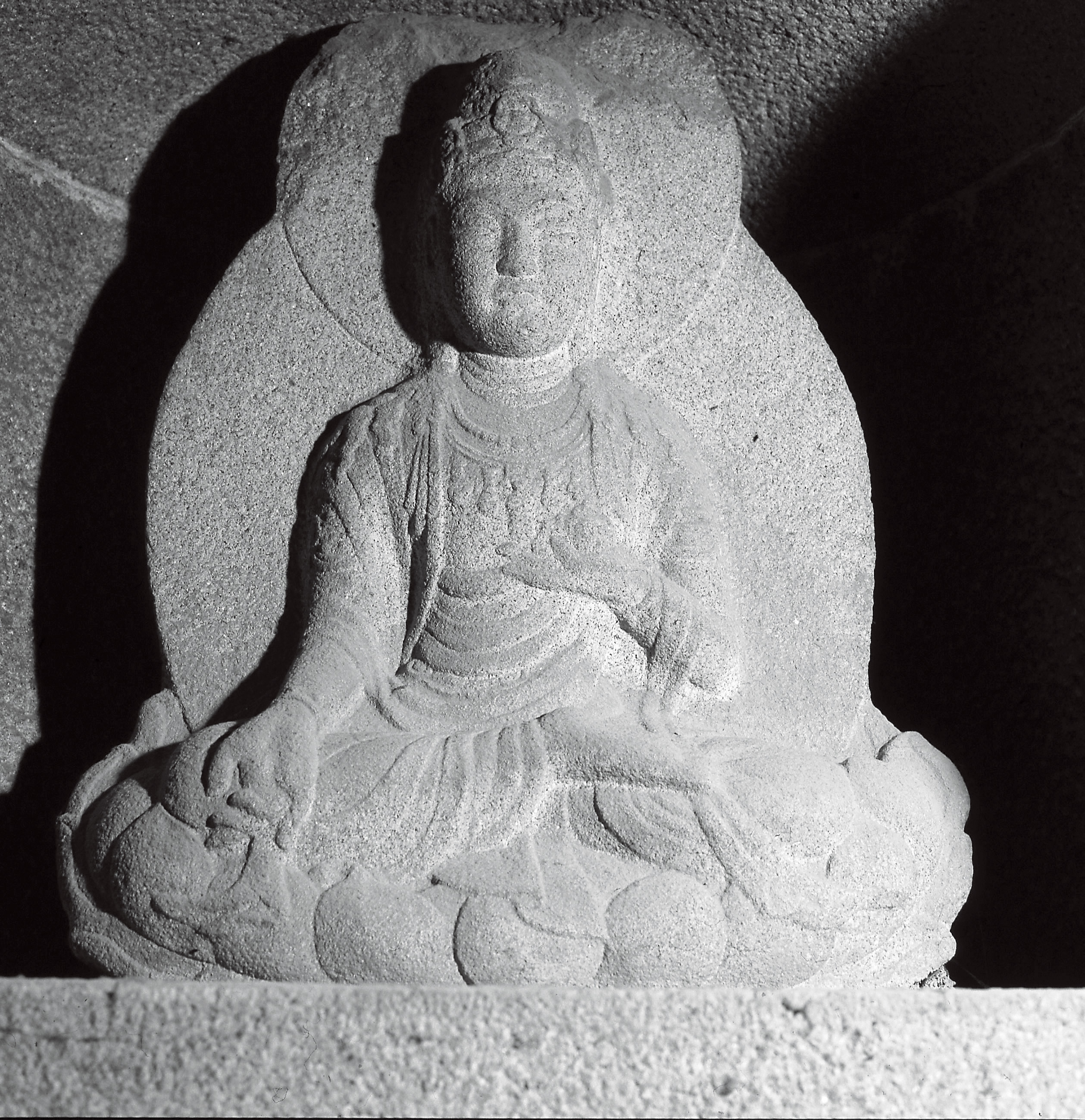
제7감실 보살상
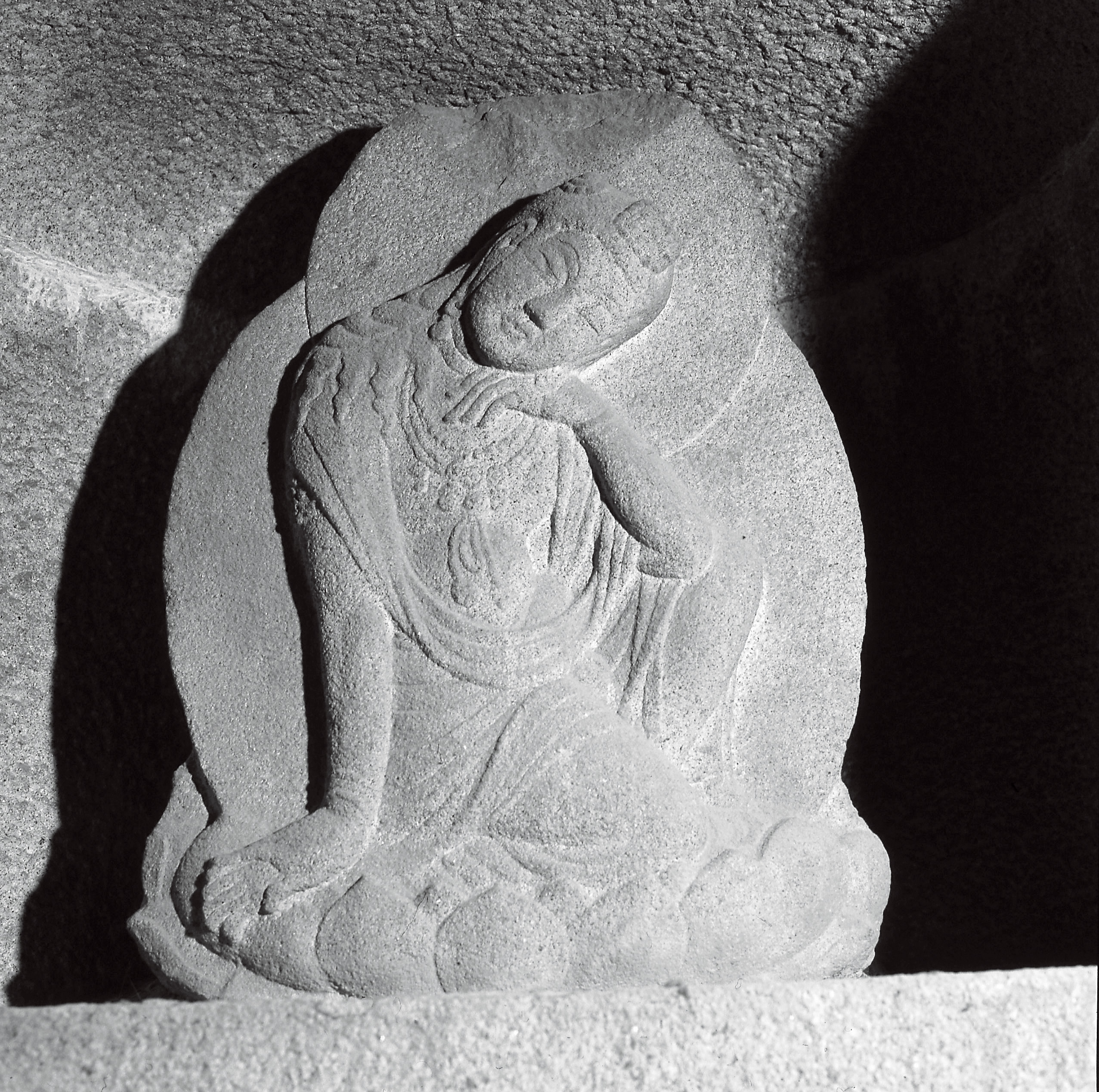
제8감실 보살상
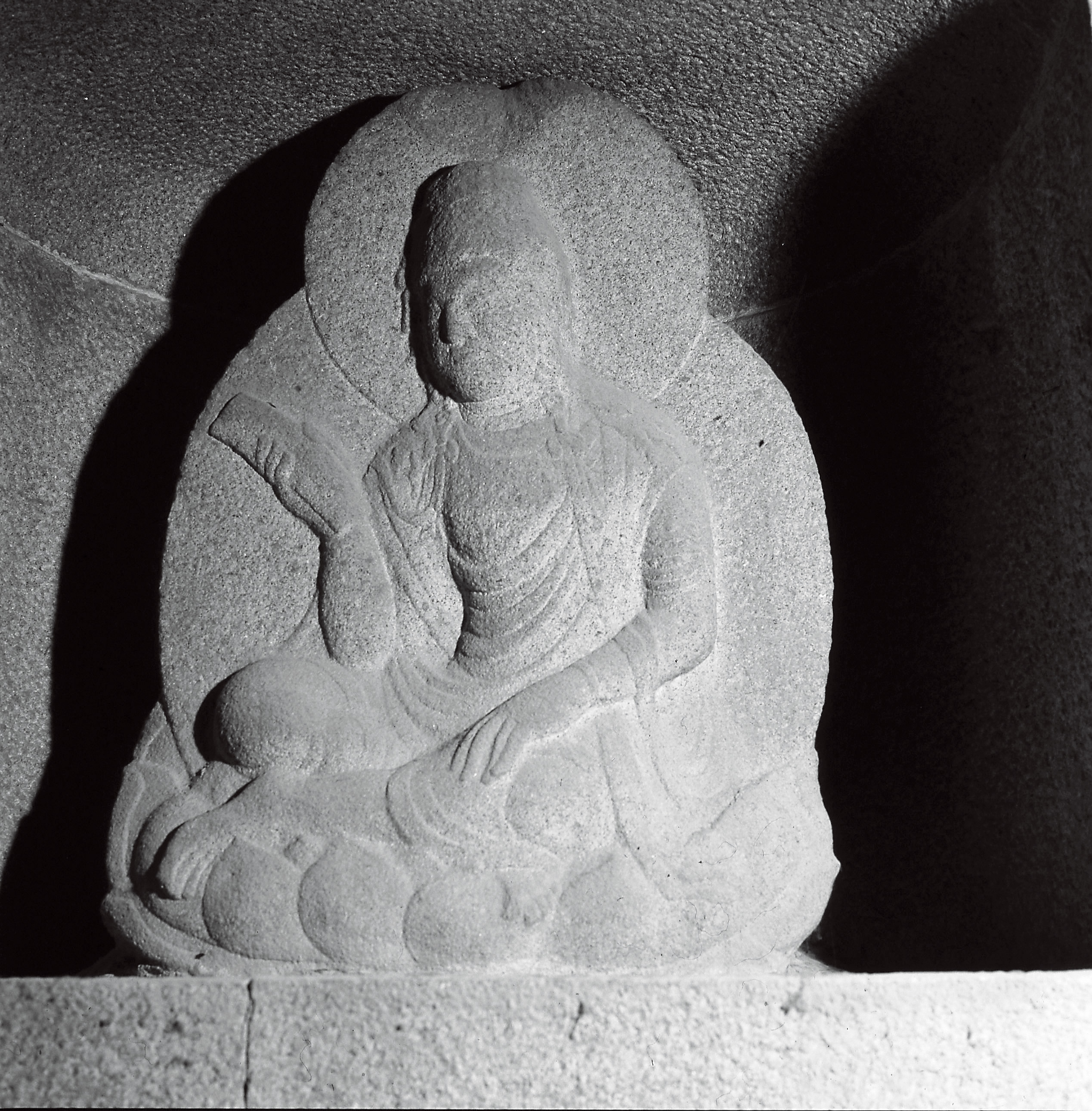
제9감실 보살상

#### 천부상
통로 입구에는 범천(梵天)과 제석천(帝釋天)이 있다.

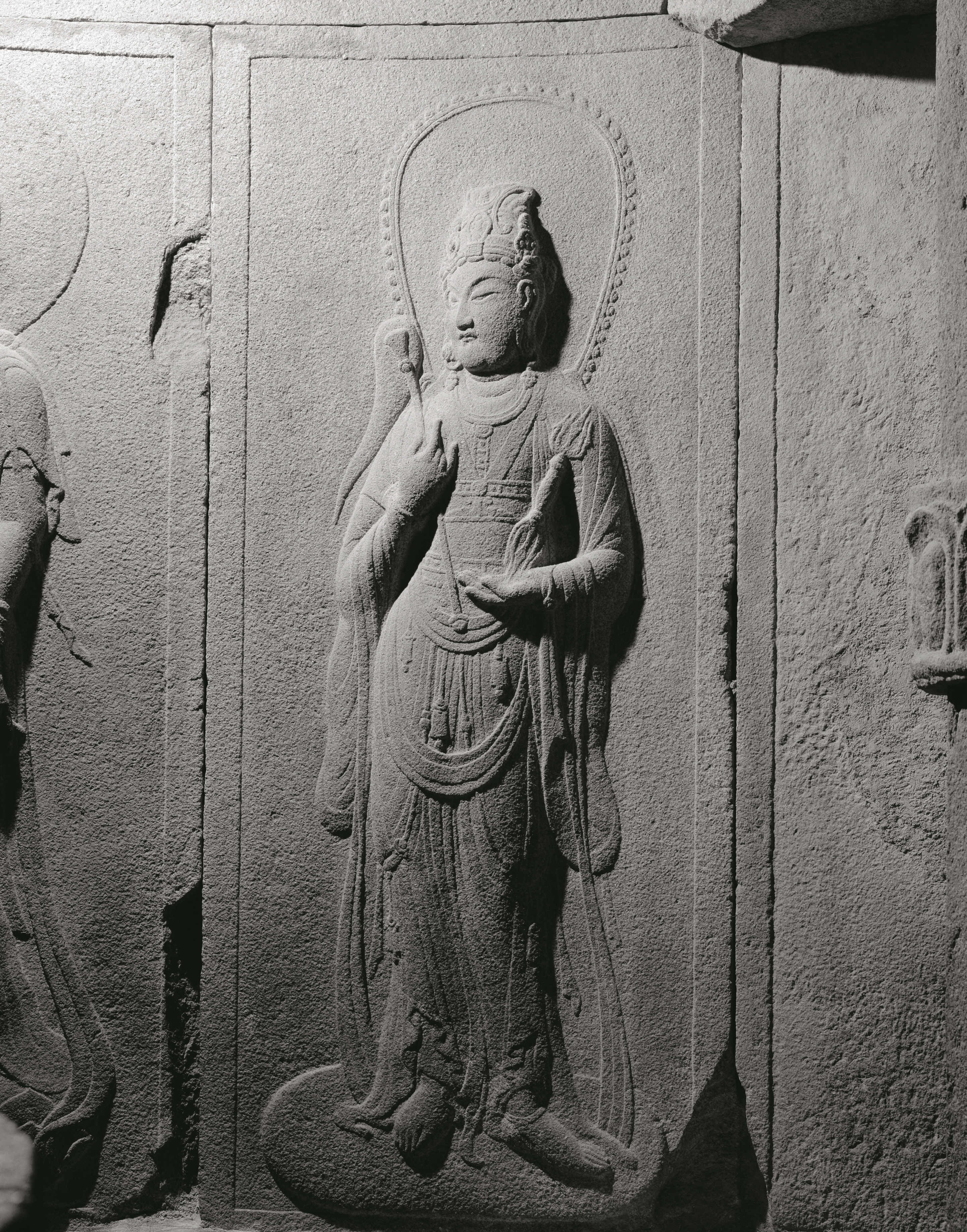
범천
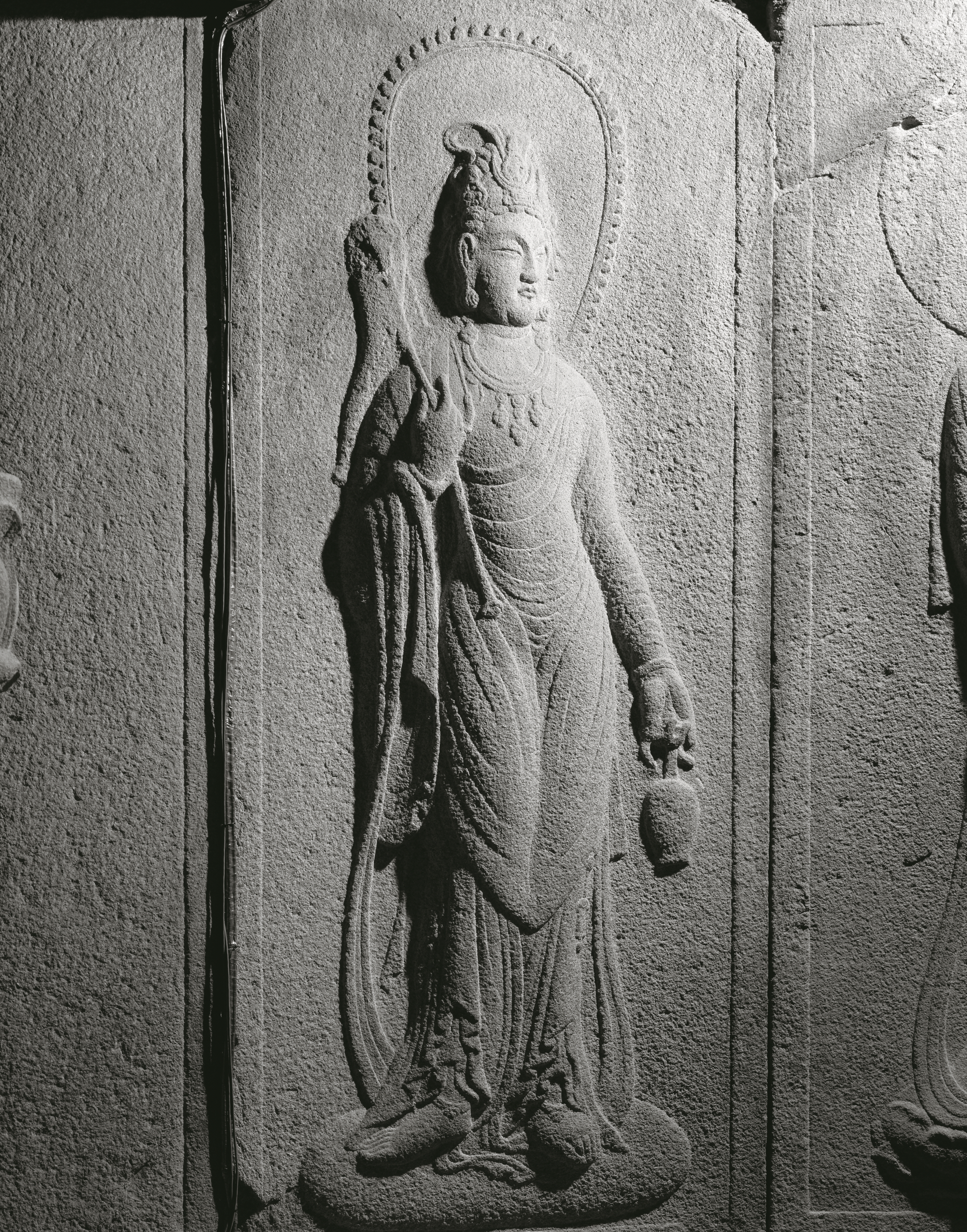
제석천
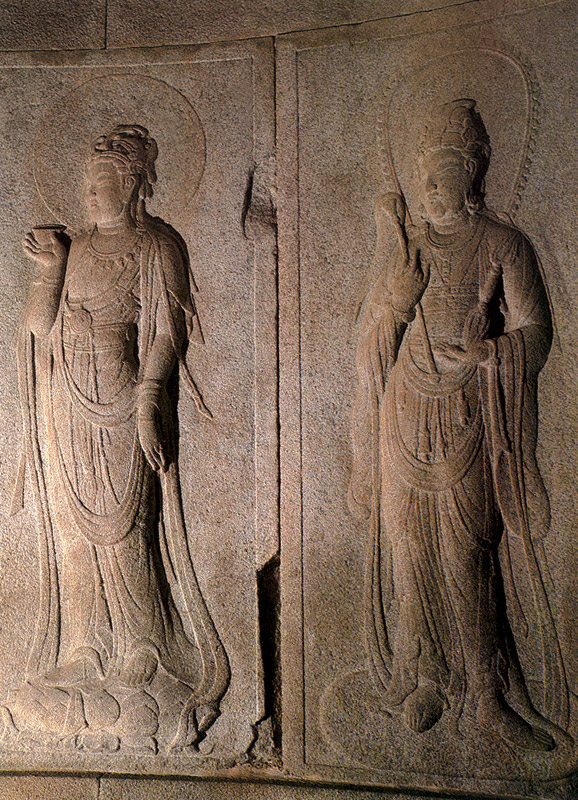

#### 사천왕상
입구 통로, 즉 비도(扉道)의 좌우에는 사천왕상(四天王像)이 각 2개씩 반육각되어있다.

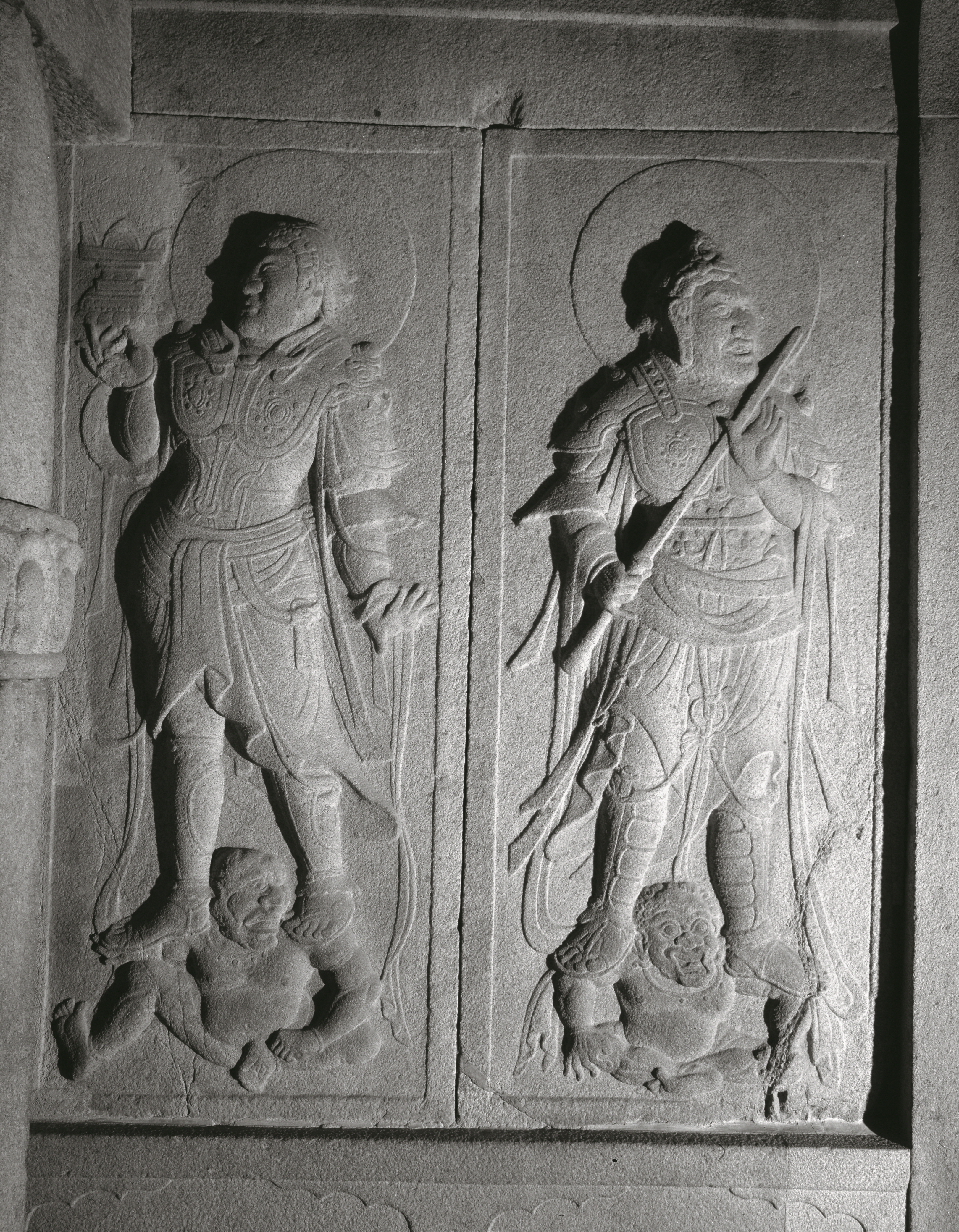
왼쪽 다문천왕, 오른쪽 지국천왕
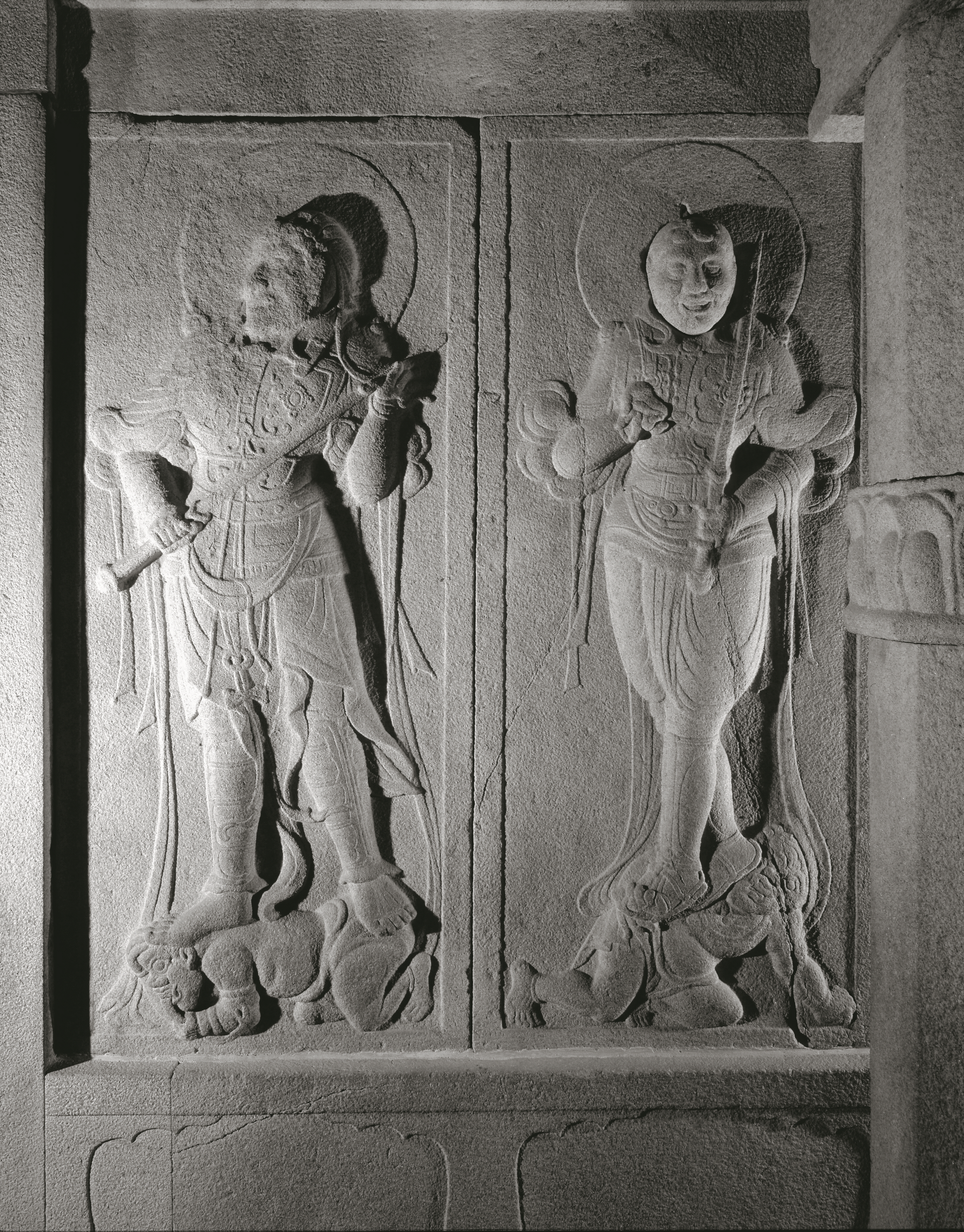
왼쪽 증장천왕, 오른쪽 광목천왕
지국천왕 아래의 생령
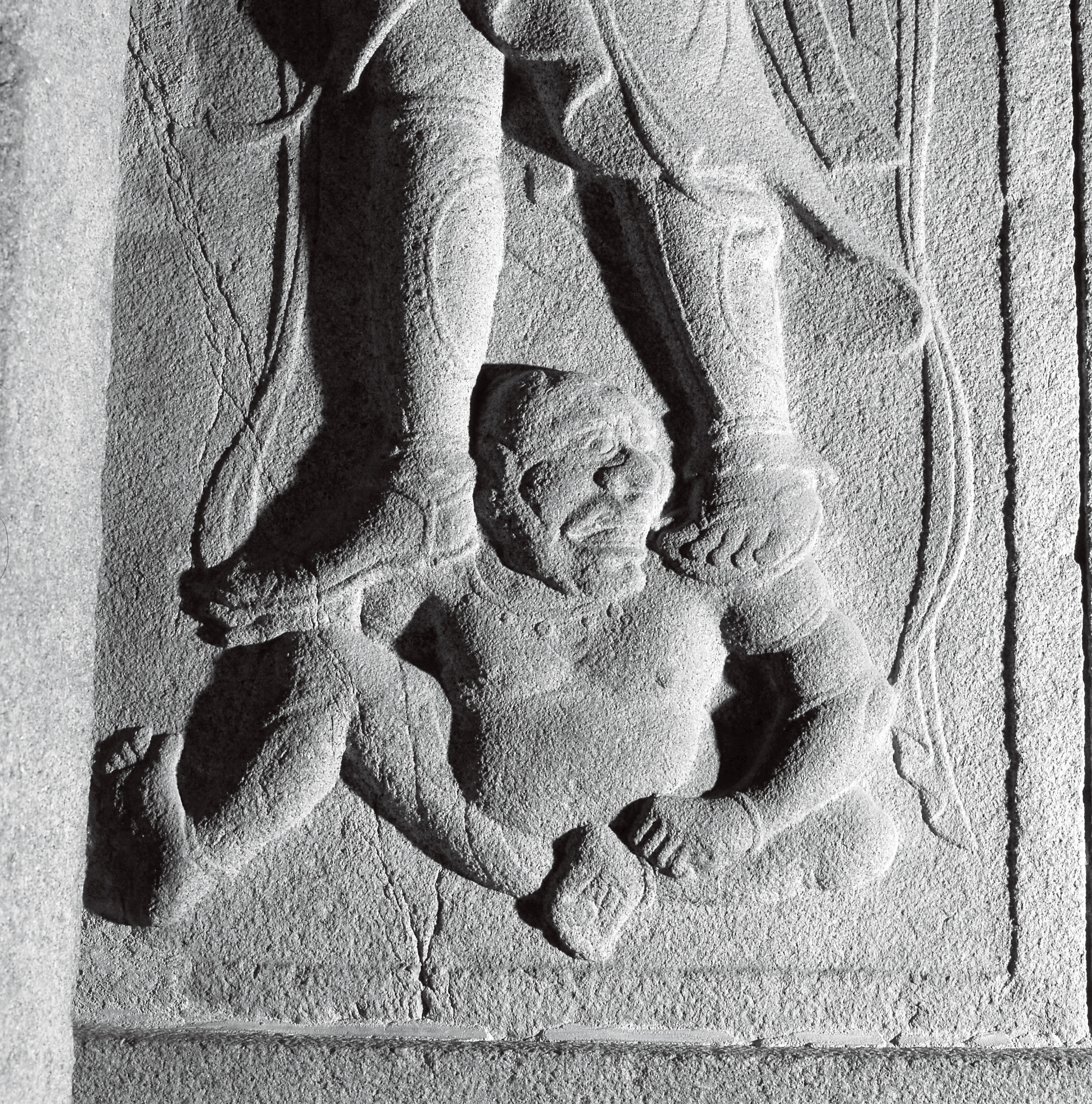
다문천왕 아래의 생령
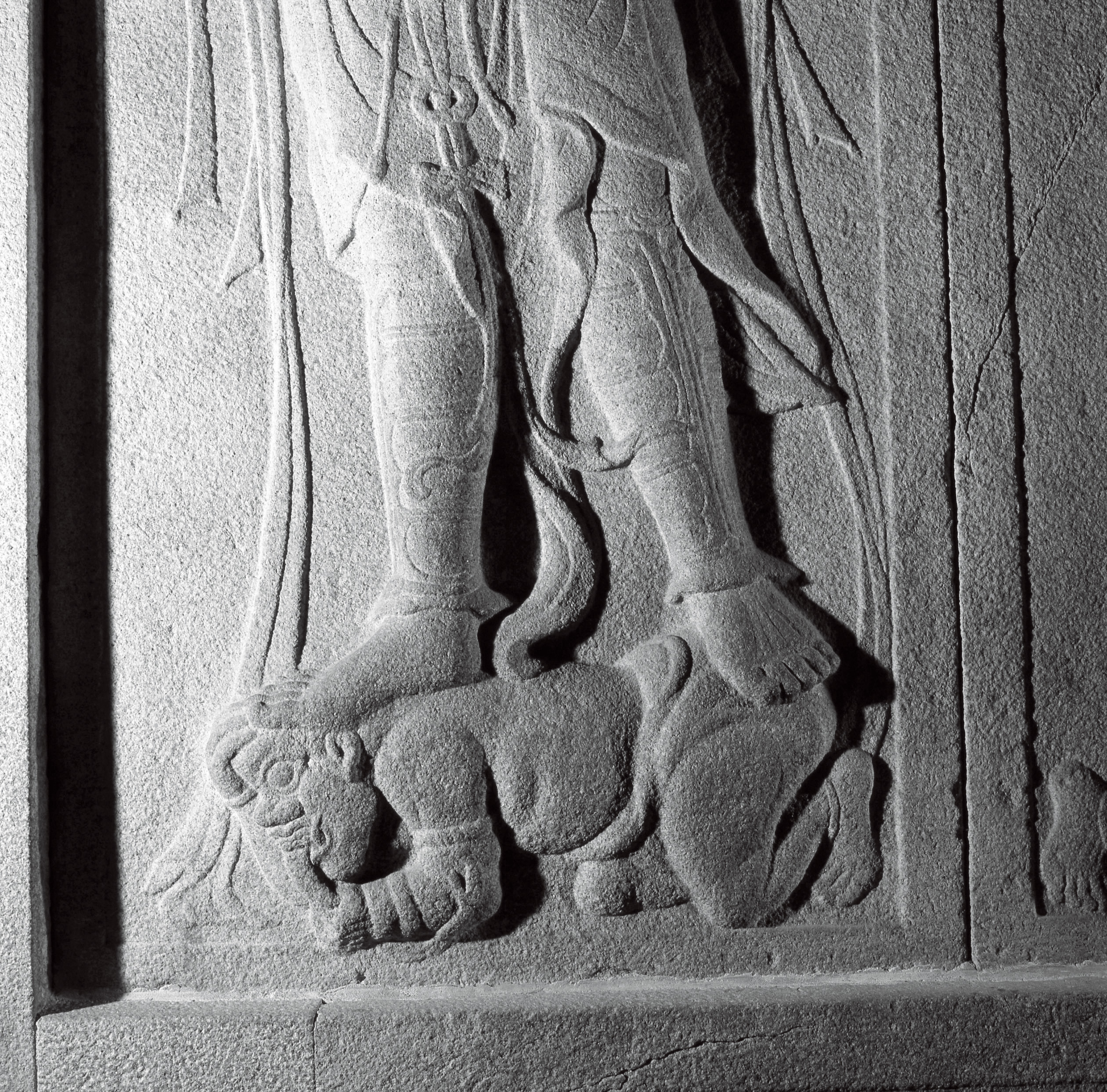
증장천왕 아래의 생령

#### 금강역사상
통로 입구 양 옆에서 한 쌍의 금강역사가 석굴 입구를 지키고 있다. 금강으로 만든 방망이를 들고 있다. 인왕상이라고도 한다.

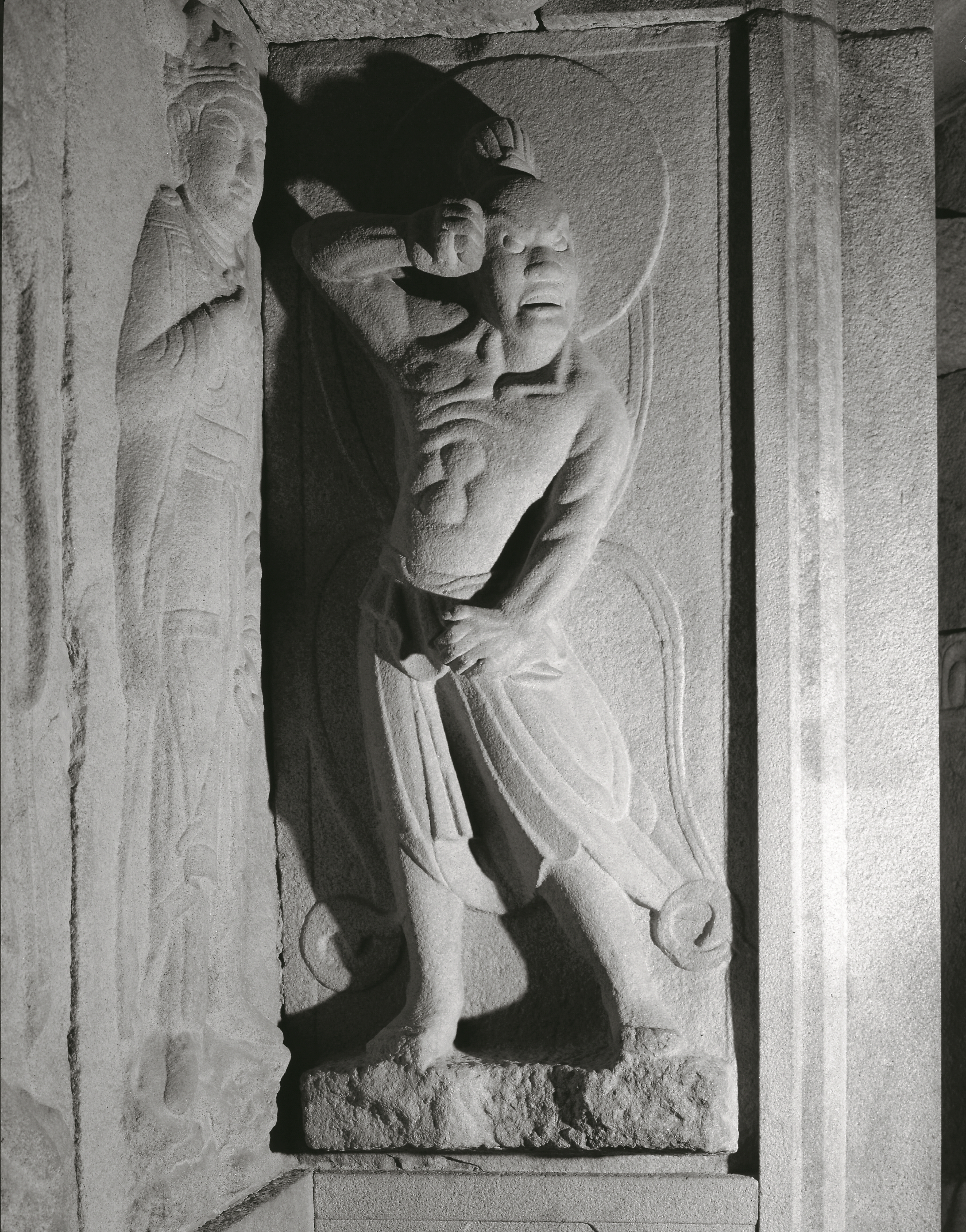
왼쪽 금강역사상
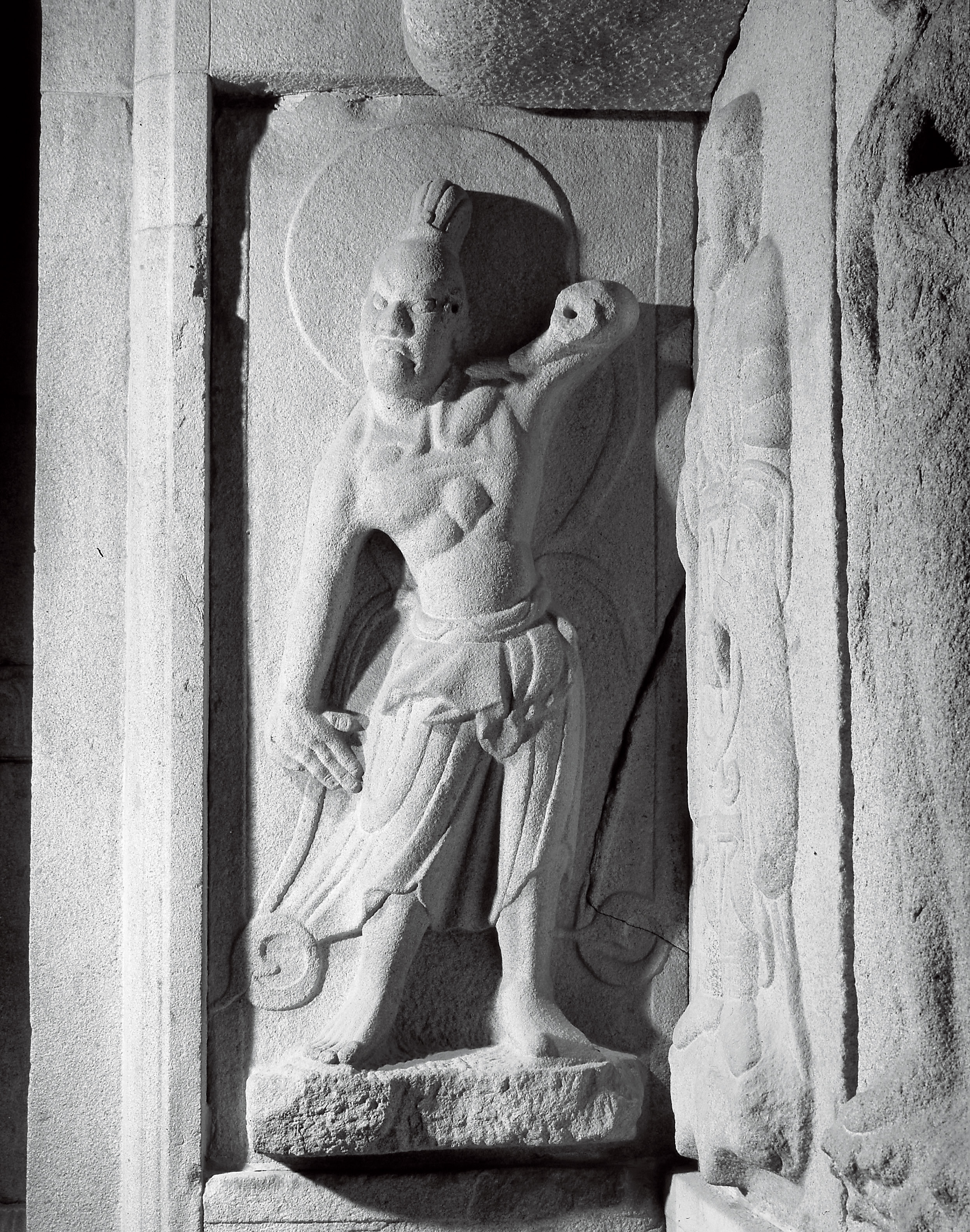
오른쪽 금강역사상

#### 팔부신장
전실을 들어서면 양쪽 벽에 팔부신장(八部神將)이 있다. 내부의 조각상에 비하자면 정교함이 덜하다.

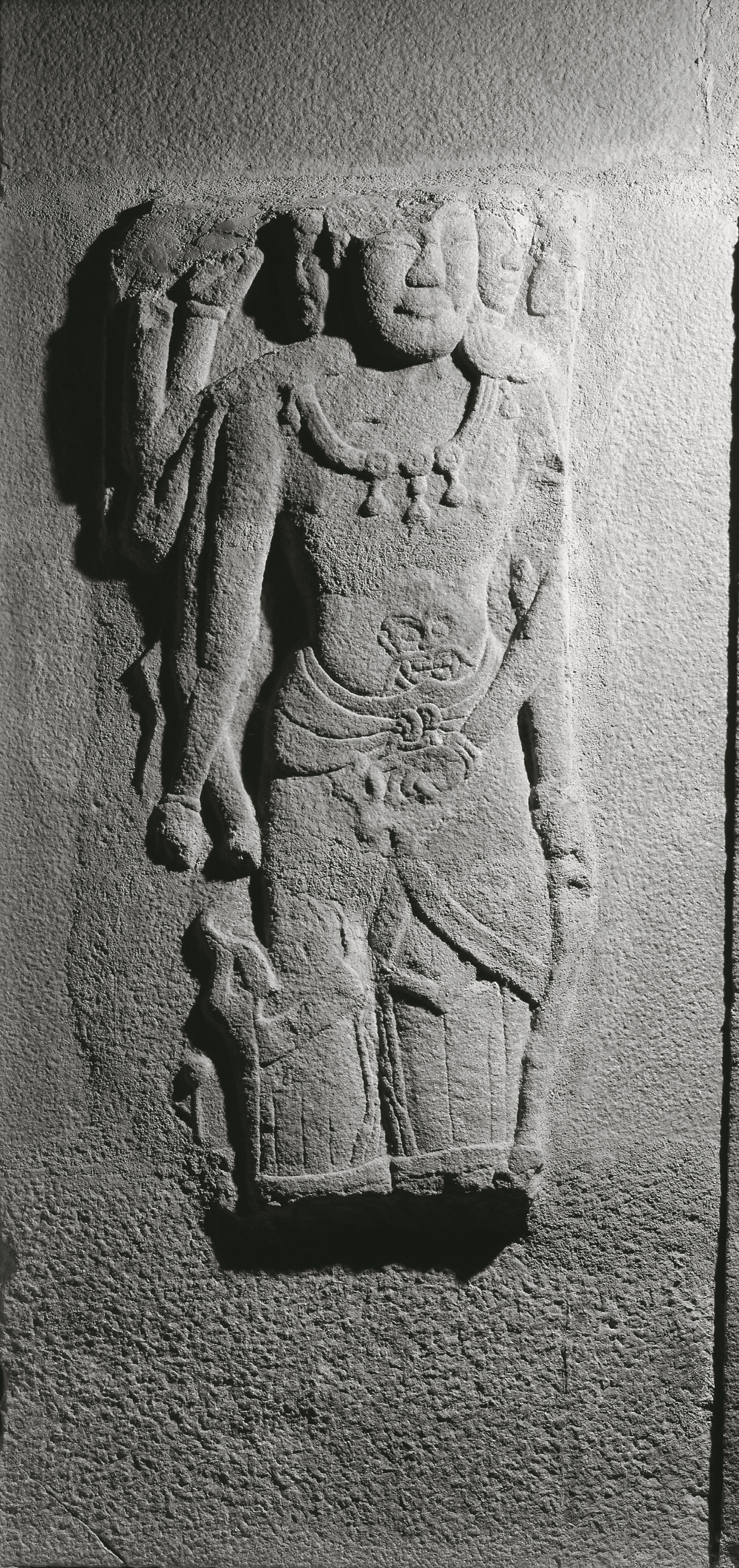
제1상 아수라
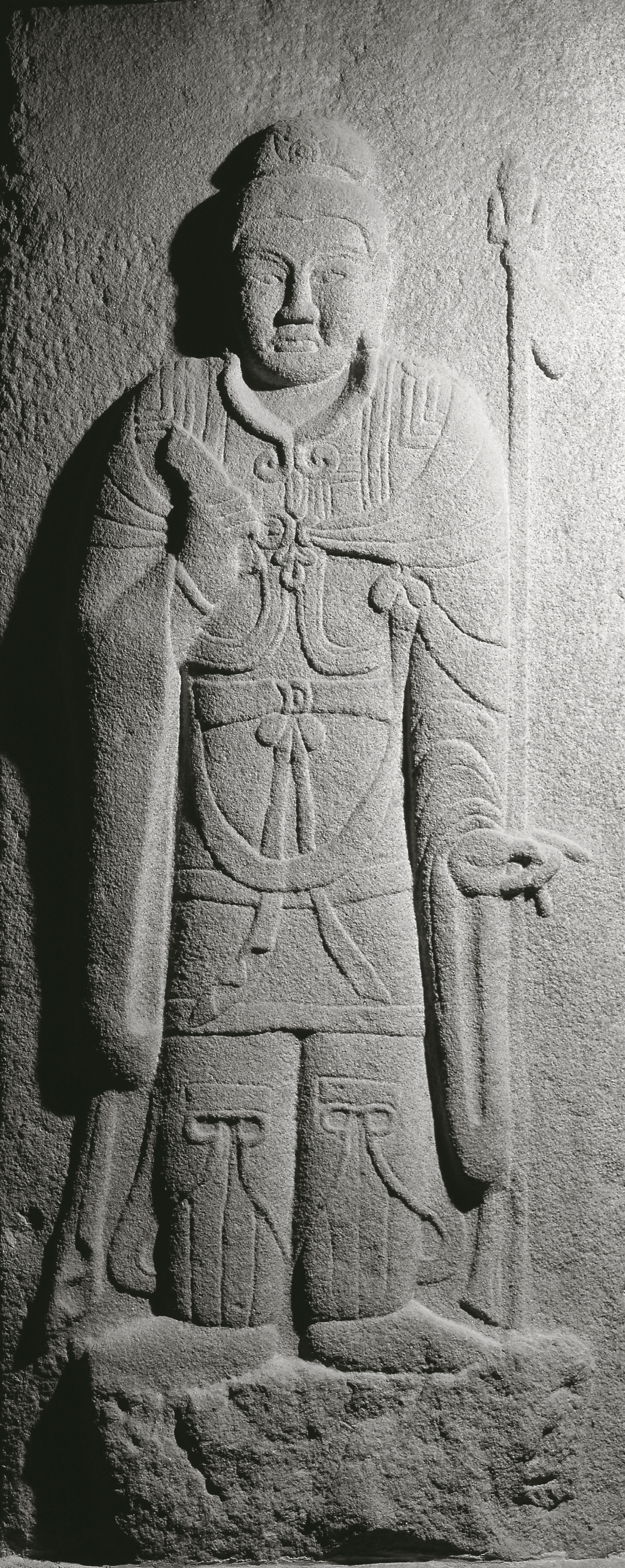
제2상 팔부중상
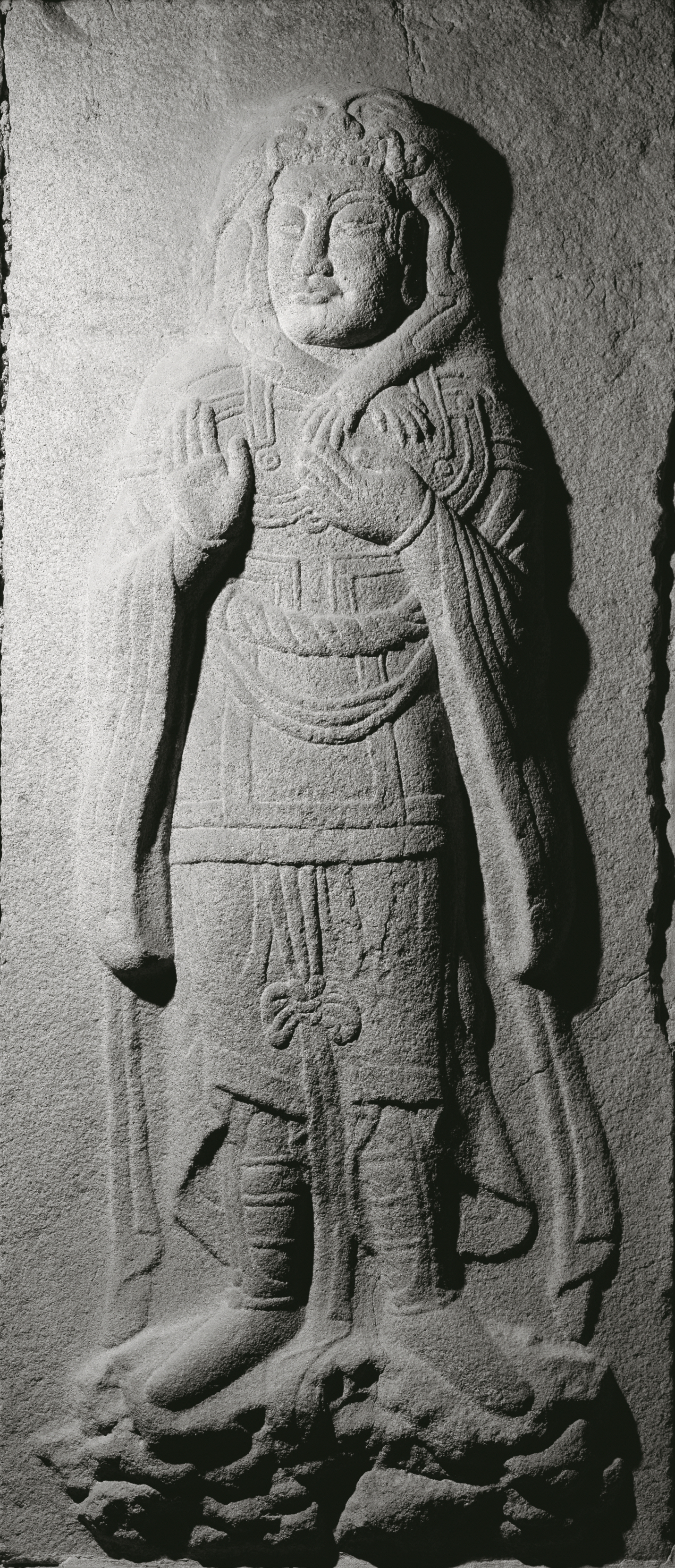
제3상 간달바
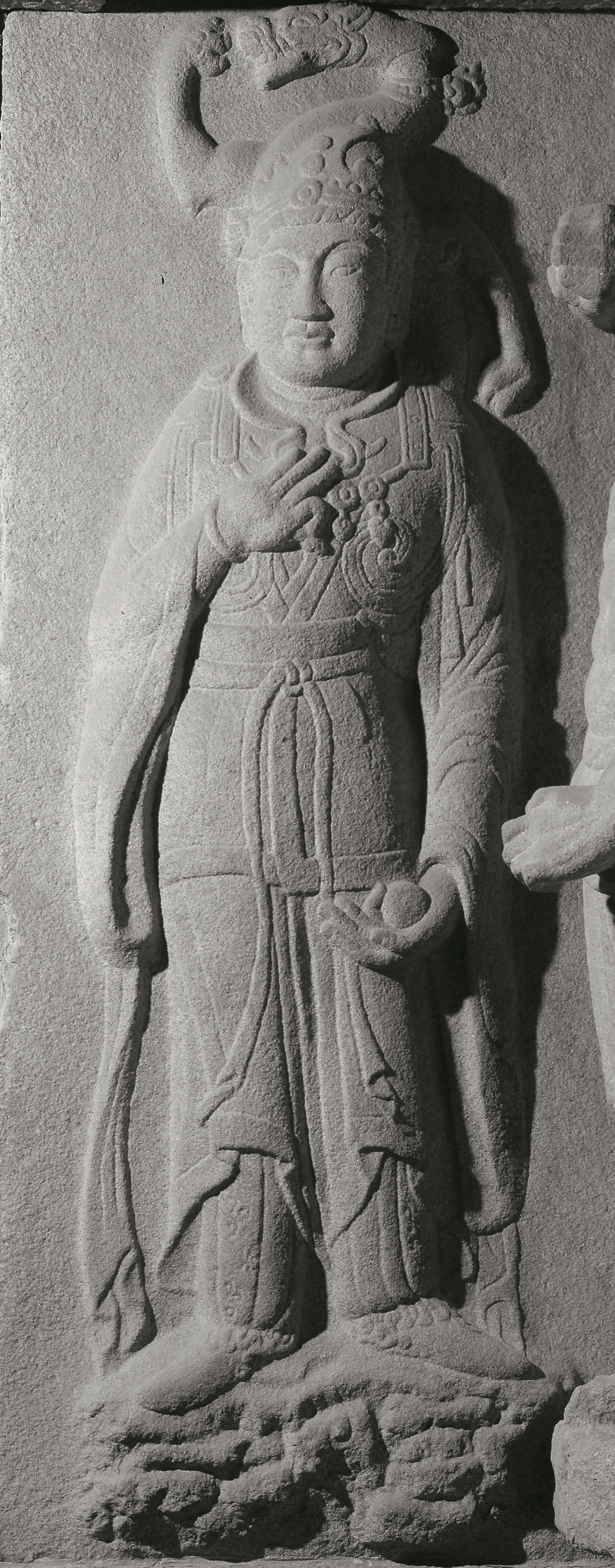
제4상 용
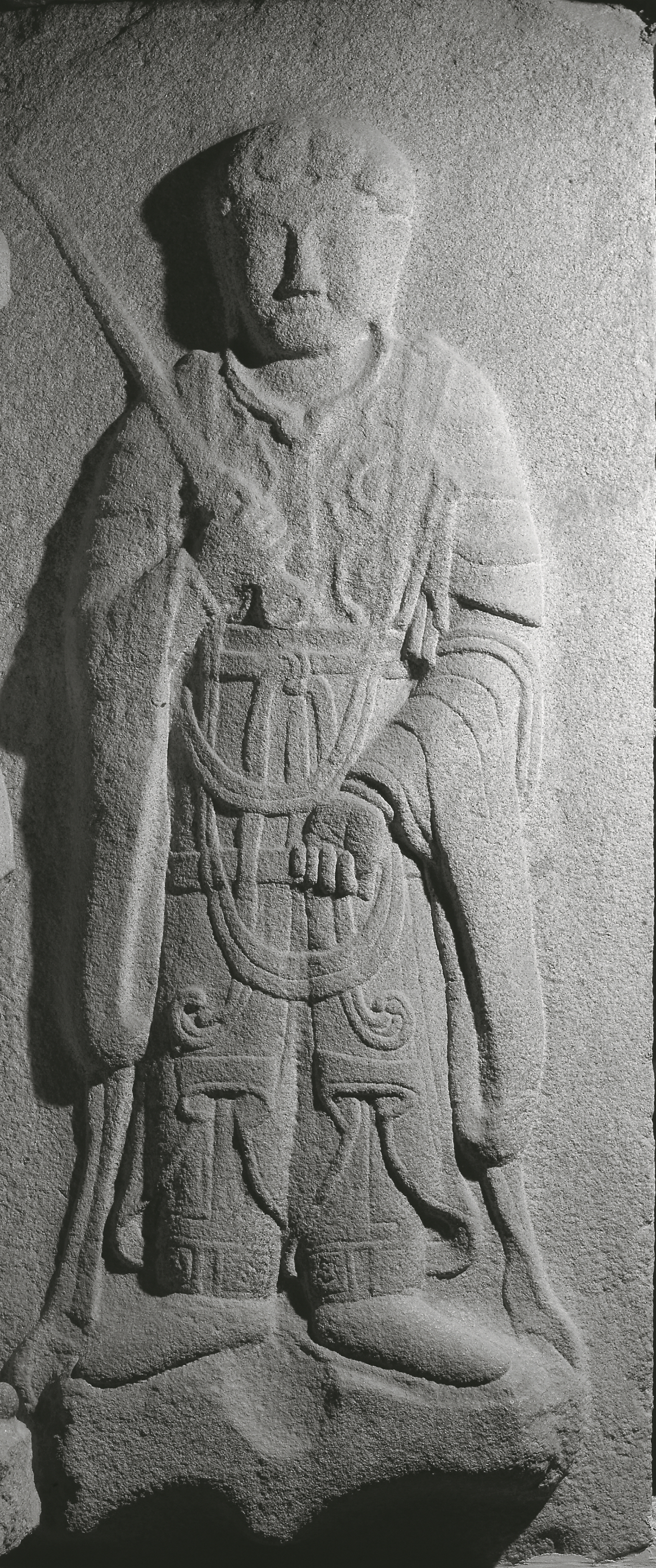
제5상 팔부중상
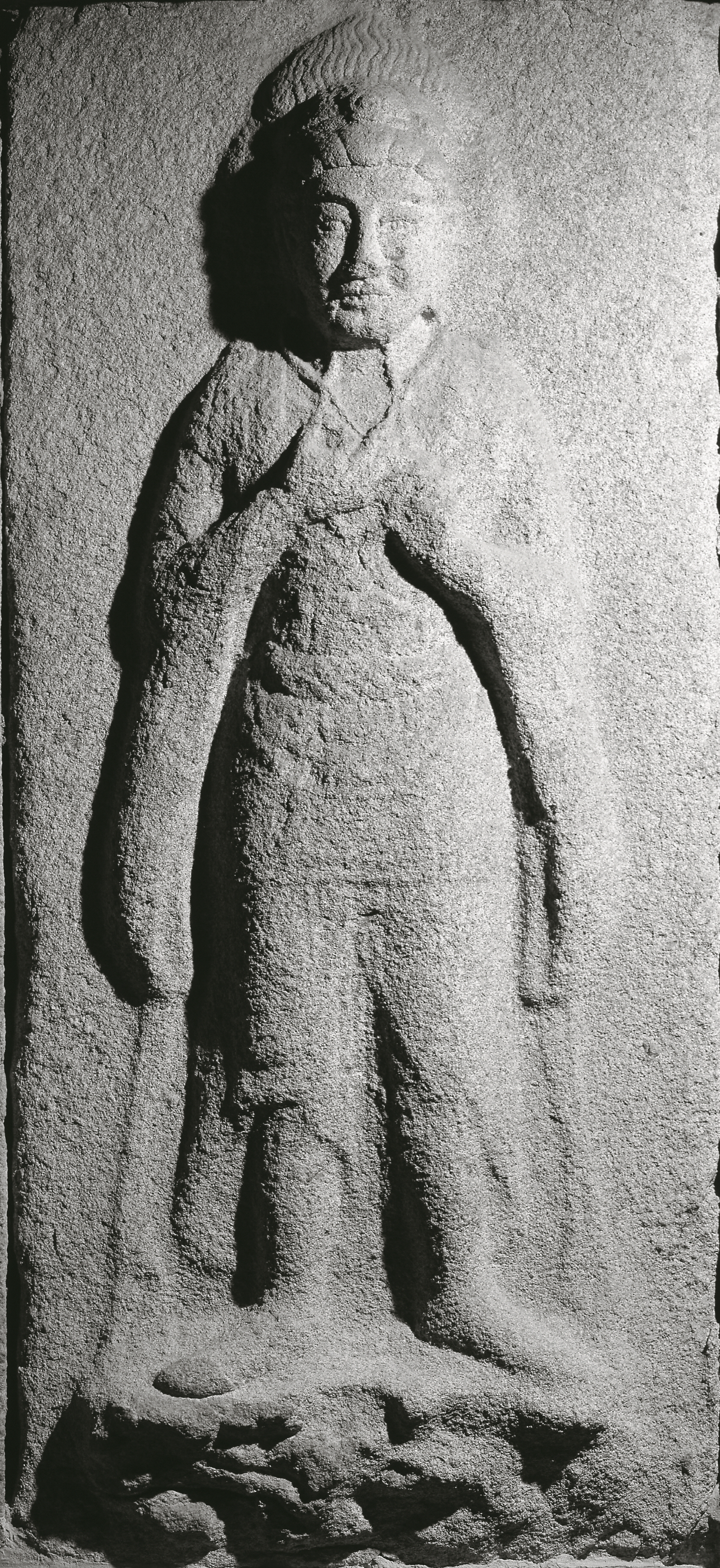
제6상 야차
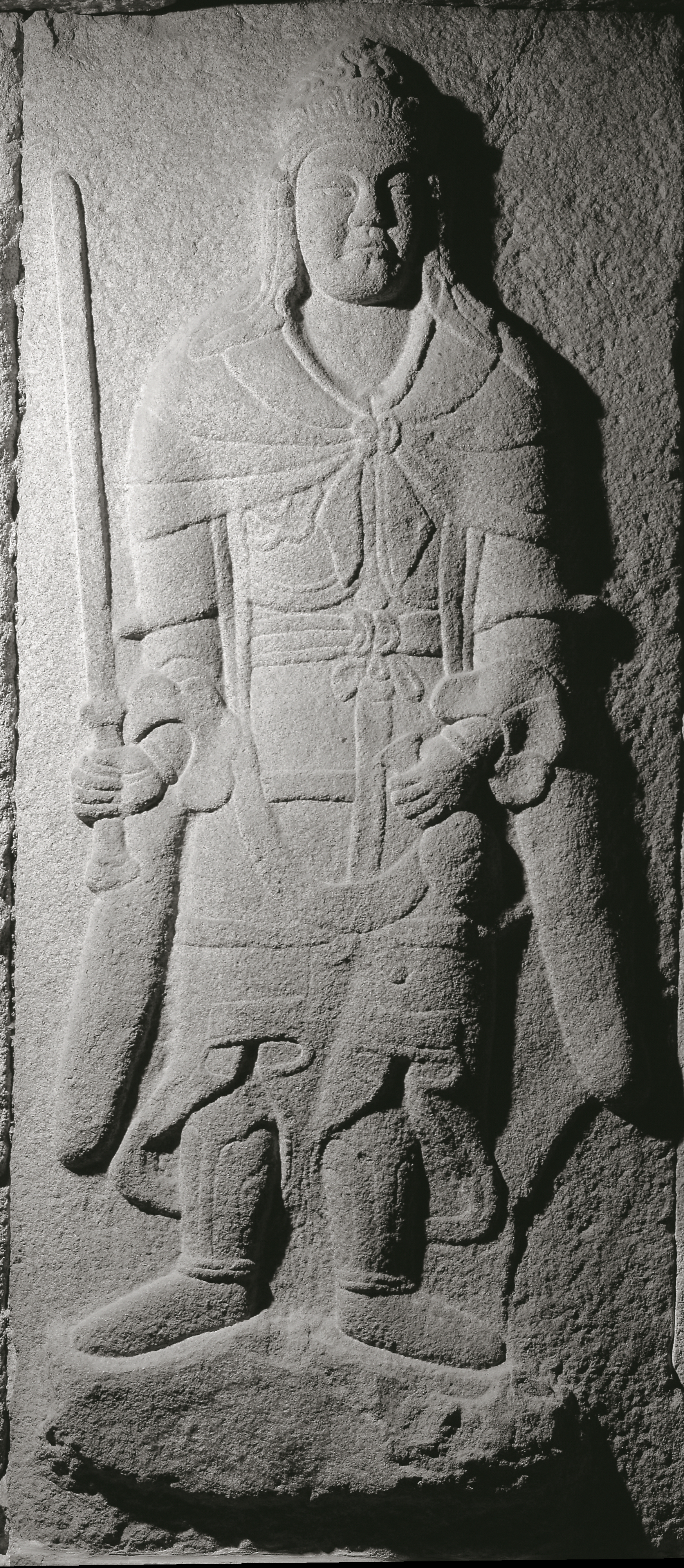
제7상 팔부중상
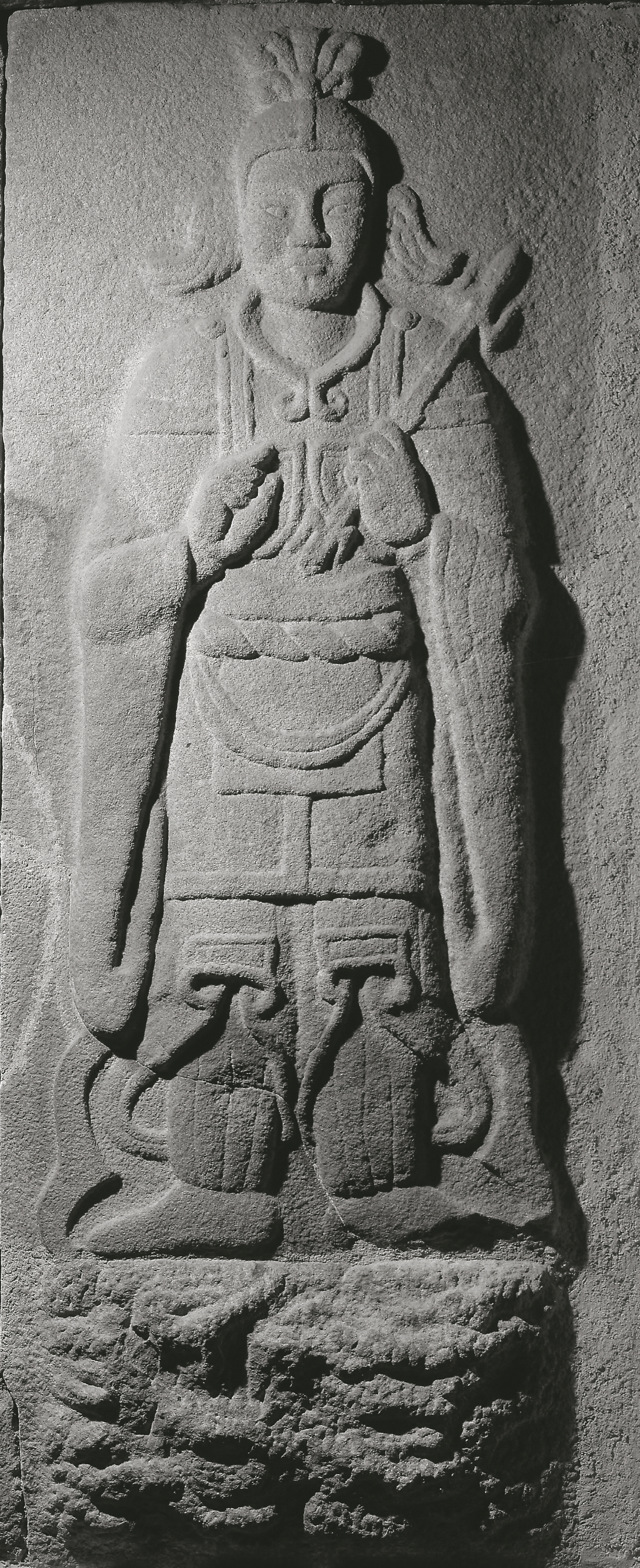
제8상 팔부중상

### 석실

#### 구조
앞쪽에 있는 방에서 통로를 지나면 원형 석굴방인 석실이 나온다. 천장은 돔으로 되어 있고, 바깥에 흙으로 덮었다.
너비는 좌우 약 6.7미터, 전후 약 6.6미터, 입구의 넓이 3.35미터이다.

#### 천장 덮개 돌
『삼국유사』에 김대성이 천장 덮개 돌을 만들 때, 3조각이 나버렸다고 한다. 김대성이 분을 못 이기다가 잠이 들어버렸다. 그날 밤 천신(天神)이 내려와 조각 난 덮개 돌로 천장을 만들어 놓고 갔다고 한다.
사진을 보면 덮개 돌이 실제로 3조각이 나 있다.

#### 석굴암 옆 굴
석굴암 옆에 보면 굴이 있고 문무왕릉과 연결되는 길이 있다고 한다.

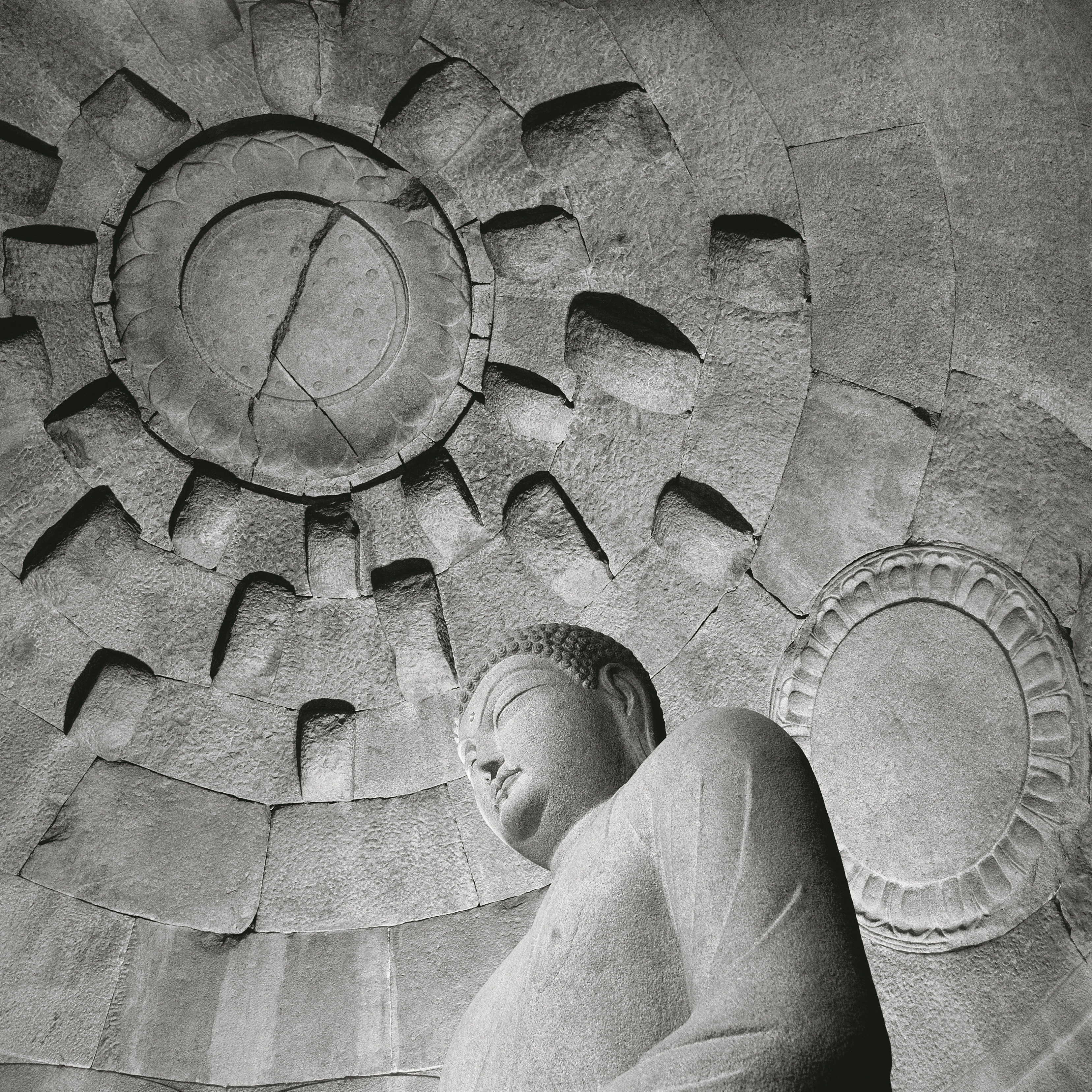
3조각이 난 천장 덮개 돌
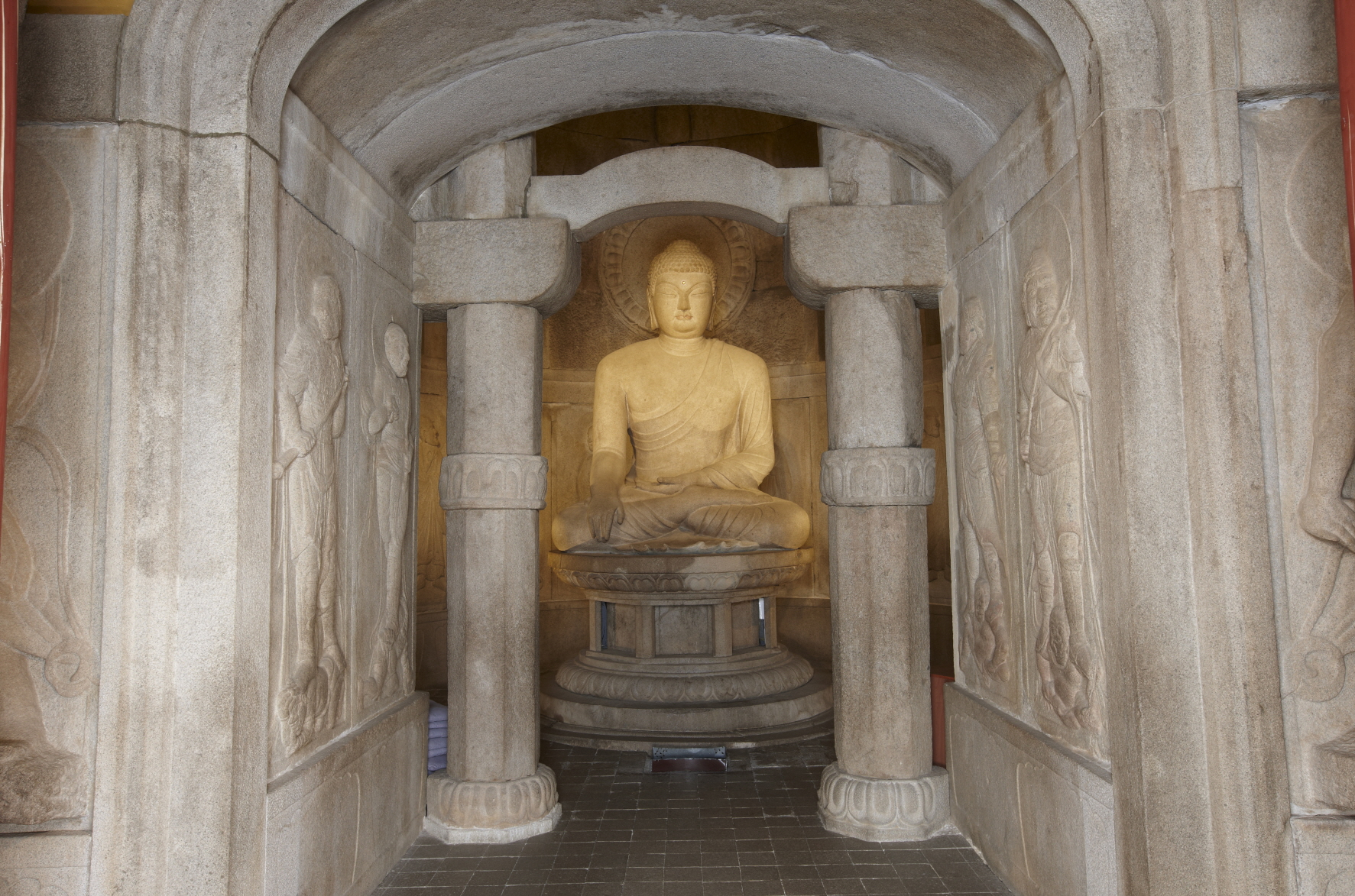
전실에서 통로를 통해 본 석실
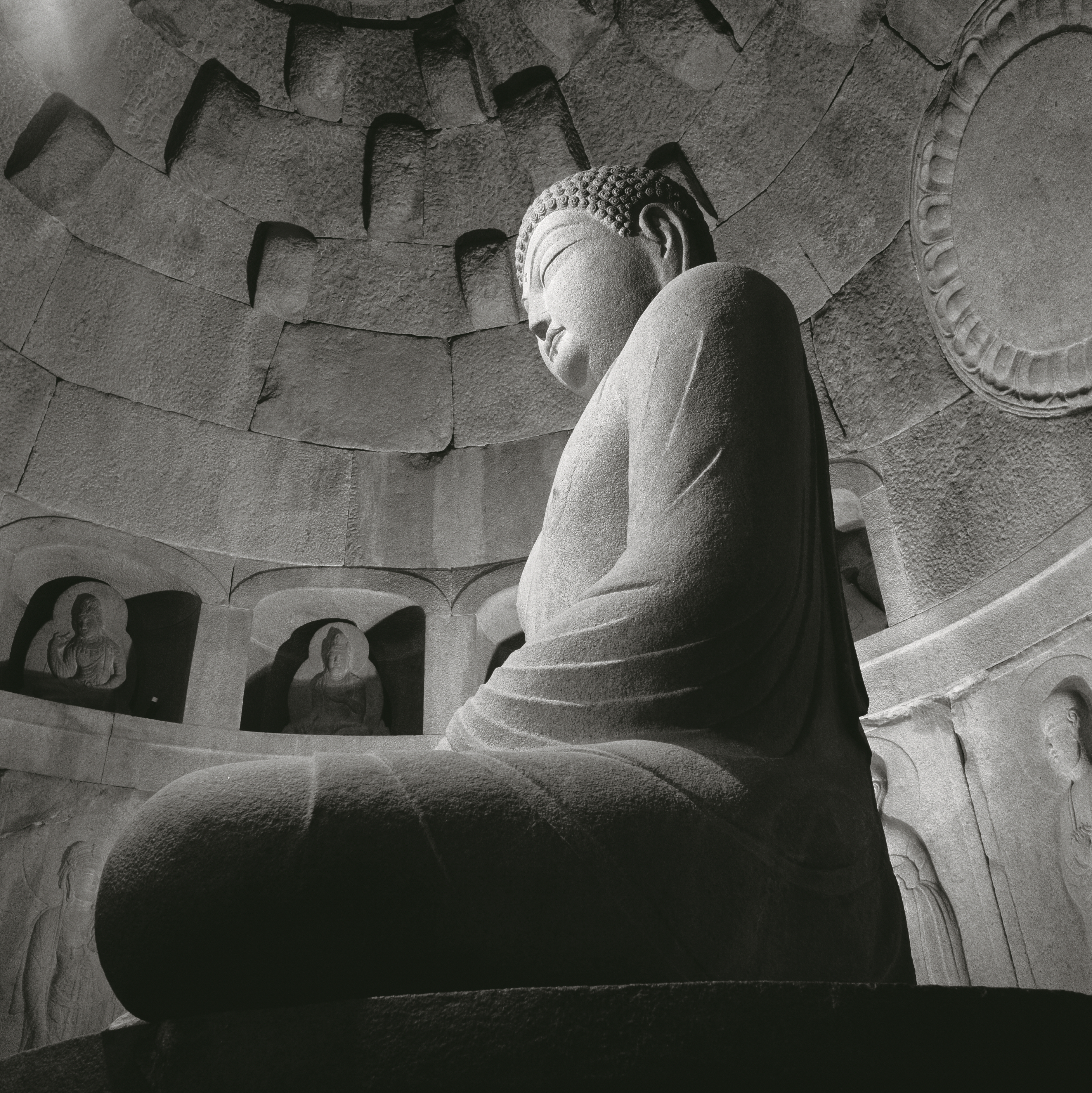
석실 오른쪽에서 본 돔 천장
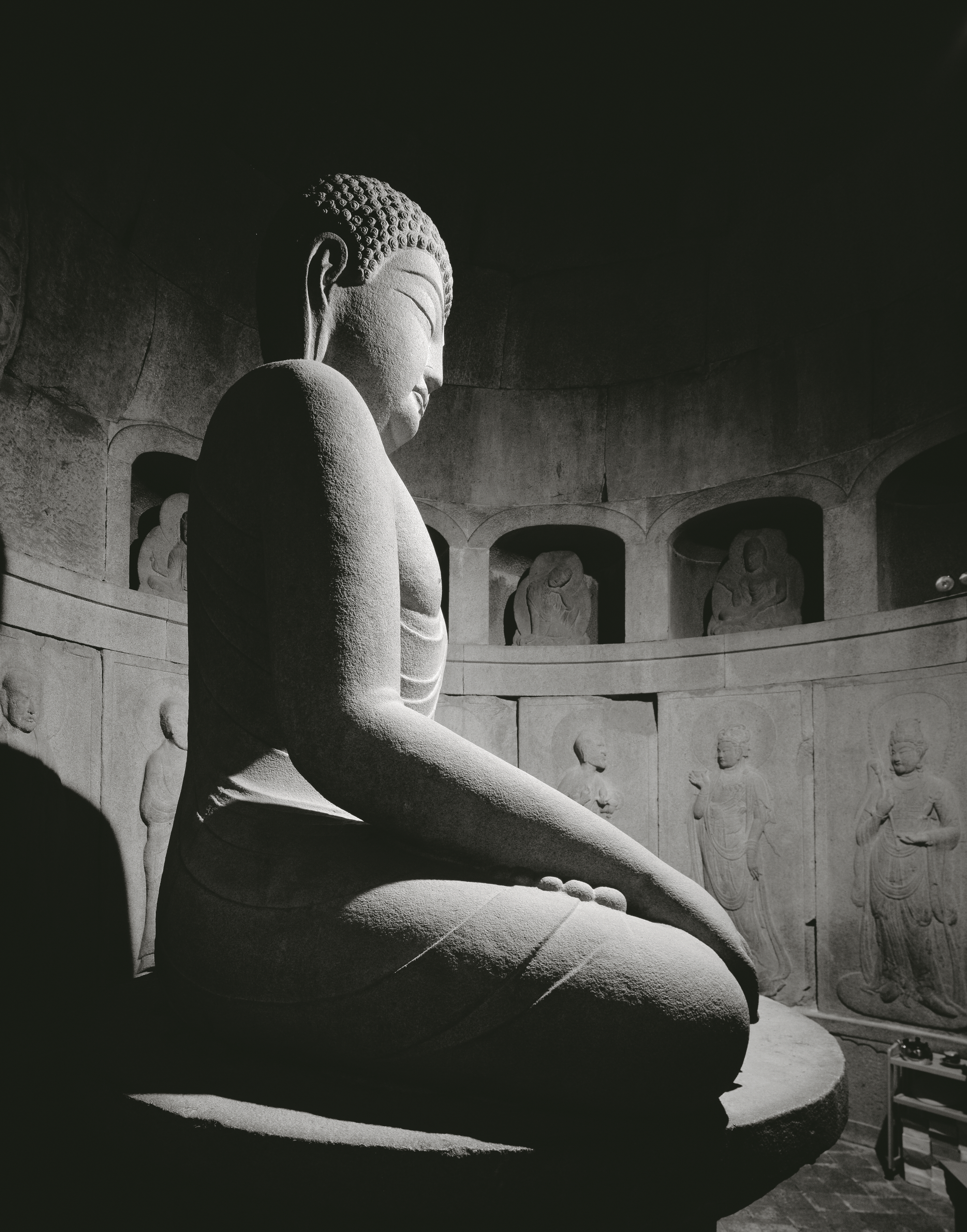
석실 왼쪽에서 본 감실
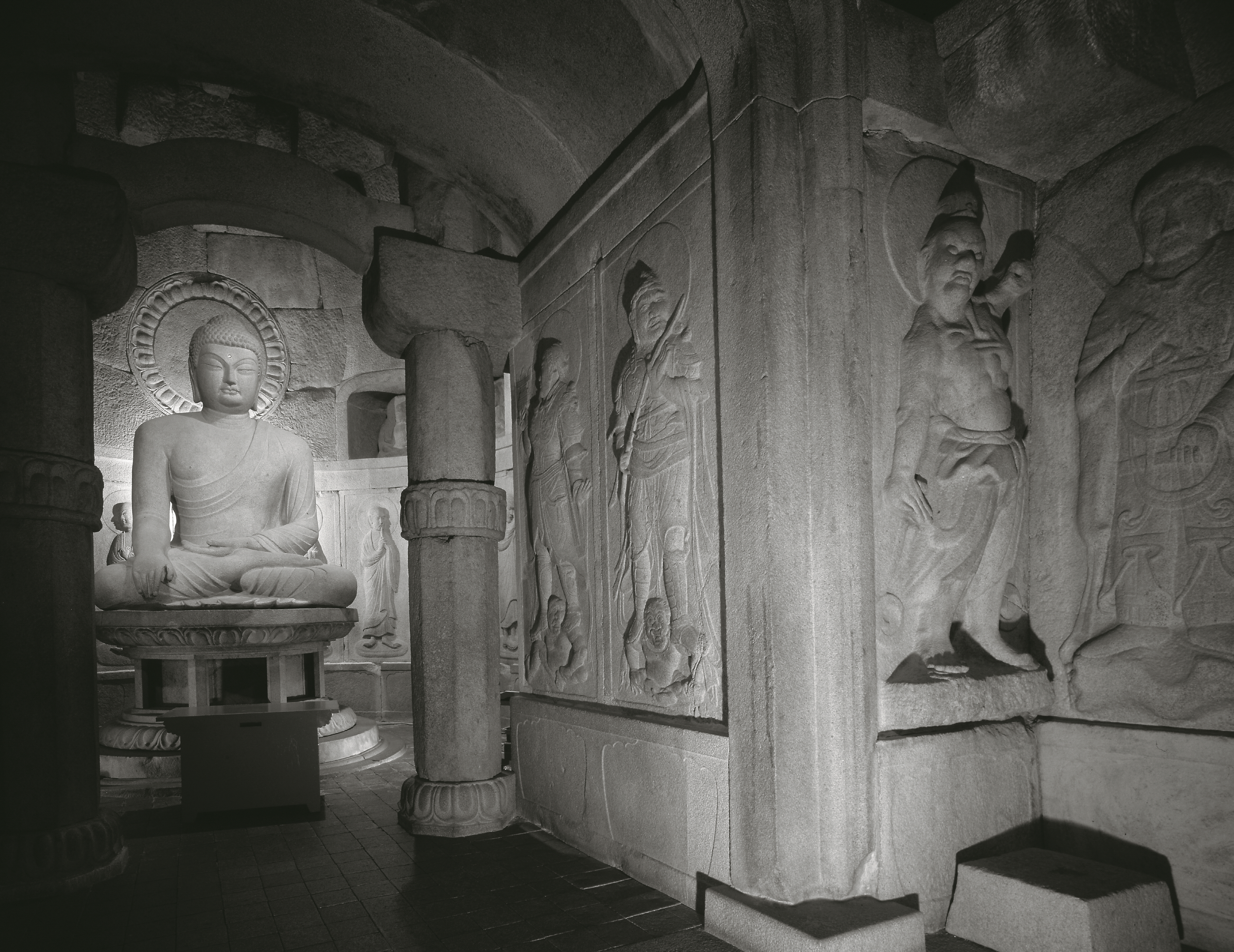
좌측에서 바라본 전실

### 평가
인도와 중국에 산을 파낸 석굴은 있으나, 석굴암처럼 화강암을 조각하여 인위적으로 건축물처럼 만든 석굴은 없다.
석굴암 본존불은 헬레니즘 문화의 영향을 받은 인도 간다라 미술 양식으로 만들어진 것으로 알려져 있다.

### 논란
문화재로서의 원형을 파악하지 않은 상태에서 훼손되었기 때문에, 그 본래의 모습에 대한 논란이 있다.

#### 바미얀 석굴의 영향을 받았나?
서울대학교 이주형 교수는 석굴암이 아프가니스탄의 바미얀 석굴에서 영향을 받았다고 주장했다.
바미얀 석굴과 석굴암은 공통적으로 원형평면 위에 배치가 되어있고 돔형 천장을 가지고 있다고 한다. 네모반듯한 전실, 안쪽 벽에 부조로 새겨진 조각상, 위쪽에는 감실이 있고 그 안에 보살상이 있는 점 등이 똑같다고 주장한다.
그리고 이 교수는 바미얀 석불의 원류가 돔 형태의 로마 판테온이라고 주장했다.

#### 빛구멍은 존재했었나?
석굴암 본존불 앞쪽 천장에 조명을 위한 빛구멍(광창)이 원래 있었다는 주장이 있다.

#### 비어있는 감실 2개에도 원래 불상이 있었나?
감실 2개가 원래 비어져 있었는지, 아니면 감실 2개에도 불상이 있었는데 반출되었는지 정확히 알 수 없는 문제가 있다.

#### 석굴암 석굴 앞에 건물이 있었나?
현재는 석굴 앞에 나무로 된 전각이 있다. 그런데 원래 석굴암 건축 당시에 석굴 앞에 나무로 된 전각이 있었느냐, 없었느냐는 논란이다.
조선 영조 때, 지도에는 석굴암 앞에 나무로 된 목조전실이 없었다. 하지만 이것도 창건 당시에는 다를 수 있기 때문에 정확히 알 수 없다.

#### 석굴암 본존불은 색깔을 입혔었나?

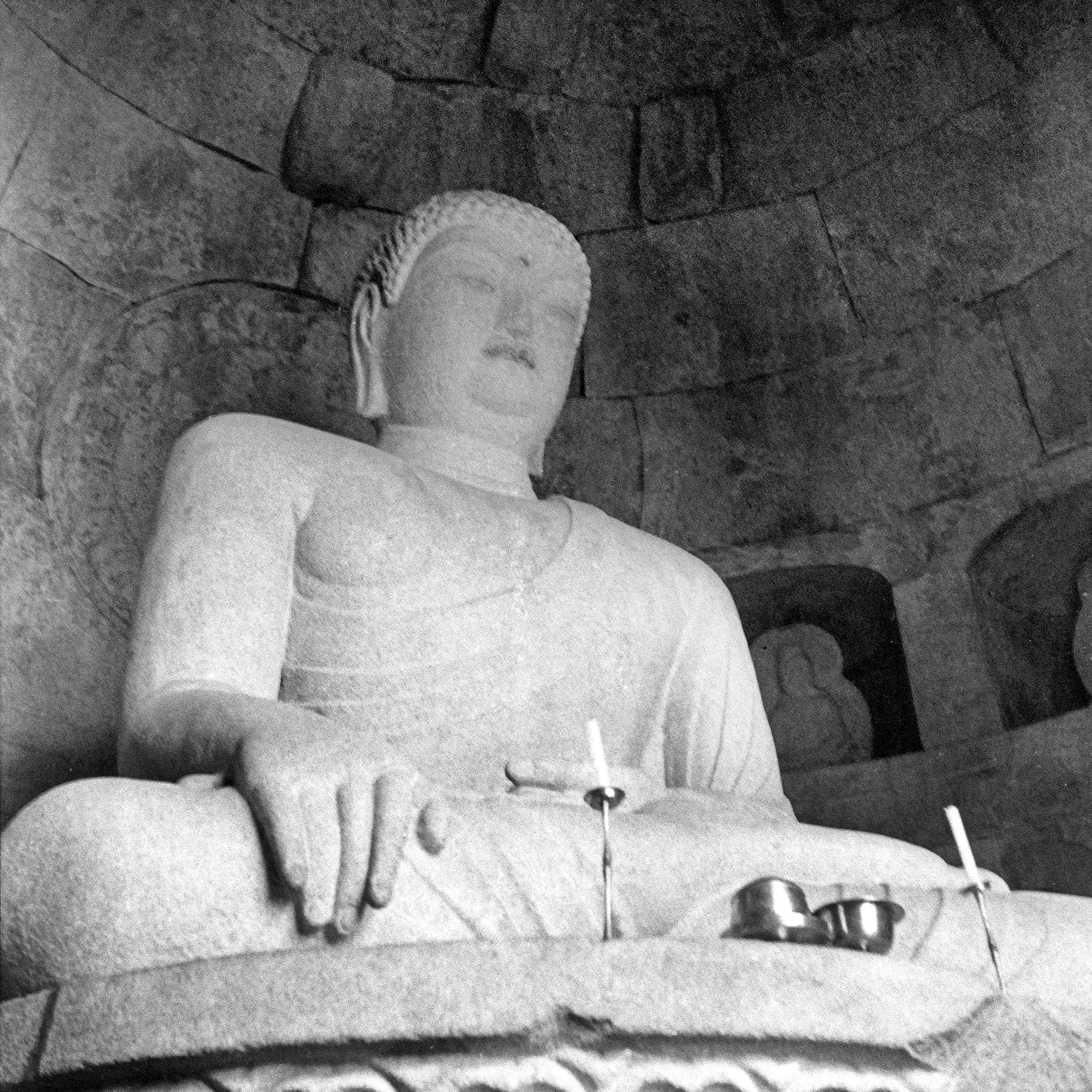
1954년 석굴암(입술이 주위보다 색이 진해 검게 보임)

석굴암 본존불은 원래 채색이 되어 있었다는 주장이다. 보통 예전 석불은 채색을 했다고는 하는데, 현재는 정확히 알 수 없다. 다만, 일제강점기에 본존불 입술을 채색했었다고 하고, 1954년 흑백사진에도 입술이 주변보다 더 진해 검은색으로 보인다.

#### 석굴암 본존불은 정말 석가모니불인가?
본존불 종류에 대한 논의들이 있다.
여러 주장에서 언급된 부처는 석가모니불, 아미타불, 약사여래불, 비로자나불, 노사나불, 연등불, 미륵불이다.
"삼국유사"에 따르면 재상 김대성이 전생부모를 위해 창건한 것이 석굴암이므로, 이렇게 보면 아미타불일 수도 있다. 하지만 석굴에 석가모니부처의 십대제자상이 있으므로, 명백히 석가모니불이다.

## 석굴 보수 공사

### 일제강점기

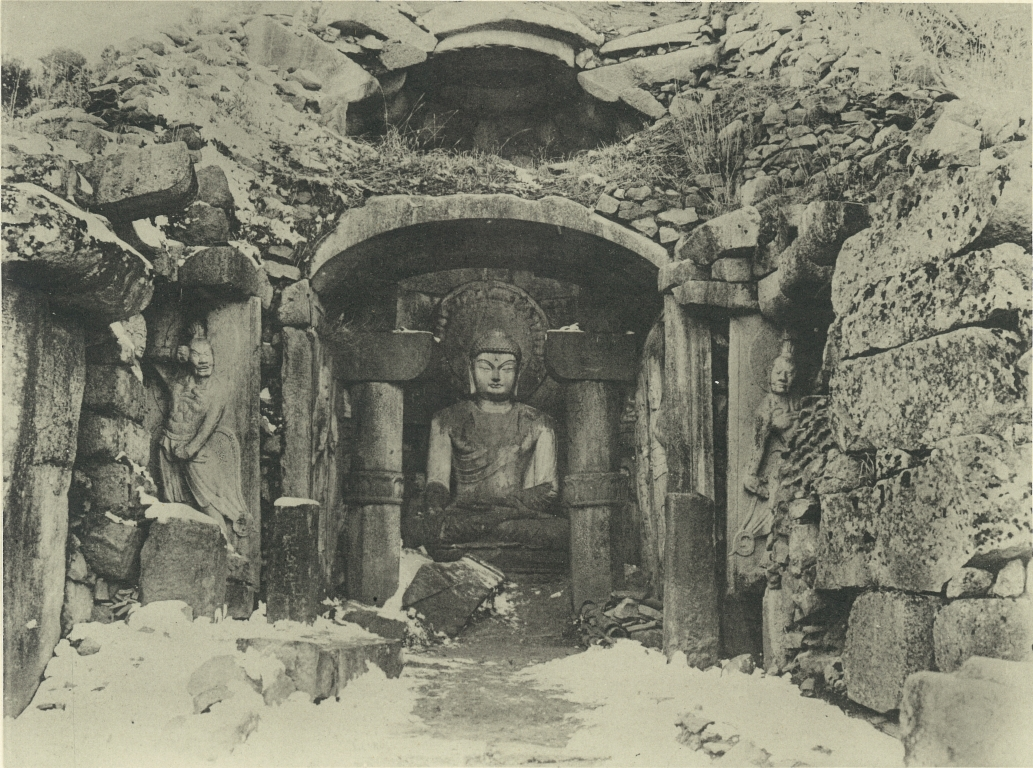
1907년 석굴암

- 1907년 : 석굴암 석굴은 한참동안 잊혀졌다가 토함산을 지나던 한 일본인 우편배달부의 의해 발견되었다는 이야기가 있다. 하지만 1962년 지역 노인들의 증언에 따르면, 이때 석굴암은 조가절(趙家寺)이라고 불리며 일반인들이 향을 올리고 공양을 계속하고 있었다. 그러나 일제는 우체부가 석굴을 새로 발견한듯이 일본인들이 석굴을 훼손하고 문화재를 반출해가는 계기로 만들어 버렸다.

이후 일제가 석굴암 보수에 동원된 인력들은 기차철로를 부설하는 토목기술 인력이었다. 이들은 기차 철로의 터널처럼 석굴을 수리하기 시작했다.
- 1910년 : 석굴 주변에서 샘을 발견하였다. 샘은 물을 석굴 밑으로 10초에 1리터씩 일년내내 흘려보내며 습기를 조절하고 있었다. 석굴보다 아래로 흐르는 샘물이 더 차가우면 아래에만 습기가 맺혀 자연스럽게 습기가 조절이 된다. 하지만 일제는 이를 나중에 무시해버린다.[17]
- 1913년 10월 : 석굴 천장 부분에 목제 가구(假構)를 설치하여 해체공사의 기초를 마련하기 시작했다.
- 1914년에 : 본공사에 들어가 석굴을 완전히 해체했다.
- 1915년 9월 : 본공사를 끝마쳤다. 이때 석벽을 보강하기 위해 석벽 뒤에 시멘트를 석 자(약 30.3cm)나 발랐다.
- 1917년 : 누수 현상과 습기 등으로 바닥과 천장 위로 물이 스며들기 시작했다.
- 1920년~1923년 : 천장의 방수를 위해 대대적으로 재보수공사를 실시한다.
- 1927년 : 습기로 생긴 푸른 이끼를 없애기 위해 증기 세척을 했다.[18]

### 대한민국

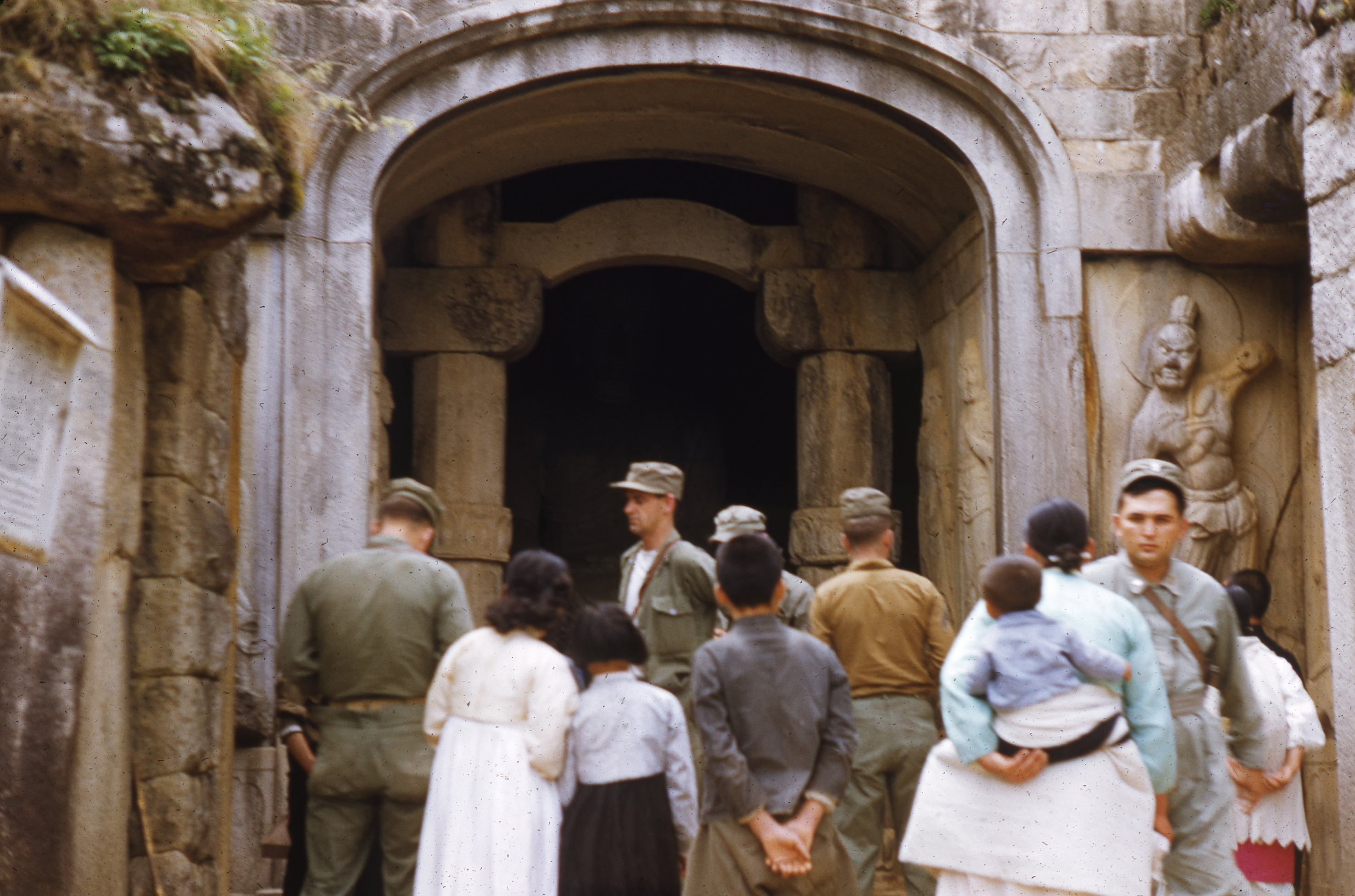
석굴암 (1953년 5월)

- 1947년, 1953년, 1957년 : 고온 증기를 사용하여 불상을 세척했다. 석굴에서 돌가루가 떨어지며 훼손되었다.[19]

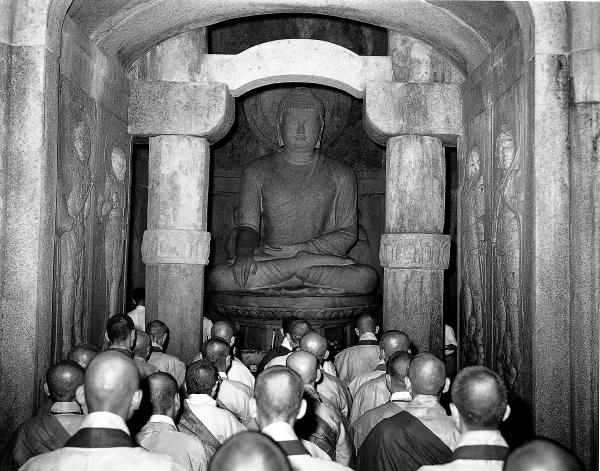
1964년 보수공사 준공식

- 1961년~1963년 : 대대적인 보수공사에 착수하였다. 일제가 만든 콘크리트벽에서 1미터를 띄우고 다시 콘크리트로 돔을 만들어 씌었다. 그 위에 흙을 덮어버렸다. 석굴 앞에 나무로 된 전각을 만들고, 빛구멍(광창)과 천장 감실 쪽을 막아버렸다. 그래서 지하수 배수시설을 설치했음에도 습기문제가 해결되지 않았다.[20]
- 1966년 : 서울대학교 공과대학 기계공학과 김효경 교수는 석굴암 우측에 환풍기를 설치했다. 기계적인 방법으로 습기와 온도를 조절하기 시작한 것이다.[21]
- 1970년 : 다시 앞지붕을 짓고 입구에 유리로 설치했다. 제습기로 실내의 습도를 항상 일정하고 유지하기 시작했다.
- 현재 : 일반인은 출입을 금지하고 있다. 매년 석가탄신일에만 석굴암 내부까지 공개된다.

## 석굴암 삼층석탑
석굴암 삼층석탑은 8세기 말 통일신라시대에 만들어진 것으로 짐작하고 있다. 대한민국 보물이다.

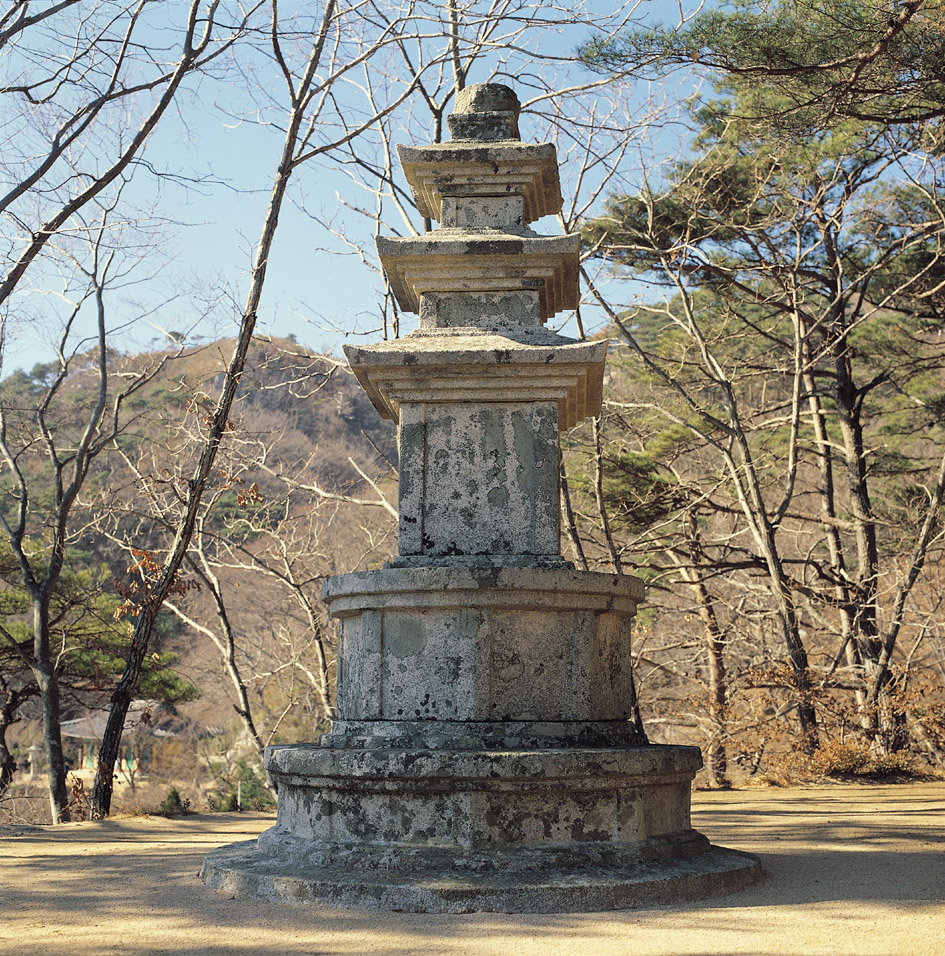
석굴암 삼층석탑

## 기타
- 한국은행은 1972년 4월 10일에 앞면에 석굴암 본존불을, 뒷면에 불국사 전경을 그려넣은 10000원 지폐를 1972년 6월 1일을 기해 발행하는 안건을 승인하고 발행 공고 절차를 마쳤다.[22][23] 그러나 한국은행의 이러한 계획에 대해 기독교계에서는 한국은행이 특정 종교를 두둔하고 있다고 항의했으며, 불교계에서는 사람들 사이에서 널리 쓰이는 화폐에 신성한 부처를 소재로 한 불상을 새겨넣는 것이 화폐의 품위를 떨어뜨리는 행동이라고 지적했다.[24][25] 이 여파로 인하여 한국은행은 원래 1972년 6월 1일로 예정되어 있던 10000원 지폐의 발행 시기를 1973년 3월로 연기하고 도안 소재를 바꾸기로 결정했는데, 앞면에는 세종대왕의 초상화를, 뒷면에는 경복궁 근정전을 그려넣기로 결정했다.[26] 이에 따라 1972년 7월 1일에 5000원 지폐가 10000원 지폐보다 먼저 나오게 되었다.[27] 하지만 1973년 6월 12일에 발행된[28][29] 10000원 지폐를 밝은 빛에 비추면 지폐에 숨겨져 있던 석굴암 보현보살상 은화(워터마크)가 나타나는데,[30][31] 이것은 한국은행이 원래 1972년에 석굴암과 불국사를 도안 소재로 한 10000원 지폐를 발행할 계획을 세웠다는 증거로 해석되고 있다. 그 뒤로 한국은행에서는 앞면에 세종대왕의 초상화를 그려넣은 10000원 지폐를 발행하고 있다.

## 같이 보기
- 경주역사유적지구
- 불국사
- 막고굴

## 참고 문헌
- 이 문서에는 다음커뮤니케이션(현 카카오)에서 GFDL 또는 CC-SA 라이선스로 배포한 글로벌 세계대백과사전의 내용을 기초로 작성된 글이 포함되어 있습니다.
- 《조선보물고적도록》, 조선총독부, 1938년
- 배경수, 《吐含山 石窟庵에 對한 小考》, 동아대학교, 1977년